# Guerra dos Cem Anos
A Guerra dos Cem Anos foi uma série de conflitos travados entre os reinos da Inglaterra e da França durante o final da Idade Média. Originou-se de reivindicações inglesas ao trono francês entre a Casa Real Inglesa de Plantageneta e a Casa Real Francesa de Valois. Com o tempo, a guerra se transformou em uma luta de poder mais ampla envolvendo facções de toda a Europa Ocidental, alimentada pelo nacionalismo emergente de ambos os lados.
A Guerra dos Cem Anos foi um dos conflitos mais significativos da Idade Média. Durante 116 anos, interrompidos por várias tréguas, cinco gerações de reis de duas dinastias rivais lutaram pelo trono do maior reino da Europa Ocidental. O efeito da guerra na história europeia foi duradouro. Ambos os lados produziram inovações em tecnologia e táticas militares, incluindo exércitos permanentes profissionais e artilharia, que mudaram permanentemente a guerra na Europa; cavalaria, que atingiu seu auge durante o conflito, posteriormente declinou. Identidades nacionais mais fortes criaram raízes em ambos os países, que se tornaram mais centralizados e gradualmente ascenderam como potências globais.
O termo "Guerra dos Cem Anos" foi adotado por historiadores posteriores como uma periodização historiográfica para abranger conflitos relacionados, construindo o conflito militar mais longo da história europeia. A guerra é comumente dividida em três fases separadas por tréguas: a Guerra Eduardiana (1337-1360), Guerra Carolina (1369-1389) e a Guerra Lancastriana (1415-1453). Cada lado atraiu muitos aliados para o conflito, com as forças inglesas inicialmente prevalecendo; a Casa de Valois finalmente manteve o controle sobre a França, com as monarquias francesas e inglesas anteriormente entrelaçadas permanecendo separadas.

## Forças presentes

### Reino da França
No início do século XIV, o reino de França, irrigado por grandes bacias hidrográficas, beneficiando de um clima favorável e de uma agricultura florescente, tinha entre 16 e 17 milhões de habitantes. o que o torna a principal potência demográfica da Europa. Em 1328, um grande inquérito administrativo abrangendo quase três quartos da população e listando os fogos fiscais (imposto sobre o lar) forneceu uma visão geral do território. Existiam 2 469 987 agregados familiares, ou cerca de 12 milhões de habitantes, e 32 500 freguesias. Só Paris tinha, segundo este censo, mais de 200 000 habitantes. Este aumento da população não deixa de ter efeitos no ordenamento do território, uma vez que grande parte das florestas é desmatada em benefício da agricultura baseada num regime feudal e religioso muito hierárquico. A capacidade agrícola e o desenvolvimento massivo da energia hidráulica permitem alimentar a população. Com o crescimento protoindustrial da utilização do ferro, com o aparecimento de novas técnicas de lavoura ou de aproveitamento mas também com a utilização de cavalos em detrimento dos bois, as zonas menos férteis podem ter explorações agrícolas que forneçam alimentos a uma população densa, tendo a nobreza o dever de defender as terras.
Mais do que a sua população, o Reino também é imponente no seu tamanho. Na coroação de Filipe VI de Valois, a França estendia-se do Escalda aos Pirenéus, do Oceano Atlântico ao Ródano, ao Saône e ao Meuse, país que demorava " 22 dias a atravessar de norte a sul e 16 de leste a oeste”, segundo Gilles Le Bouvier no século XV, ou seja, quase 424 000 km2. Quase sessenta regiões diferem entre si por grandes disparidades linguísticas, culturais, históricas e até, em certas épocas, religiosas (como os cátaros no sul). Assim, o Norte do Reino, falando a langue d'oïl e, perto do berço da dinastia Capetiana, tinha ricas terras agrícolas e uma população maior (14 famílias por km2 NA Île-de-France e até 22 famílias por km2 2 em bailiwicks de Senlis e Valois para uma média de 7,9 agregados familiares por km 2) claramente diferente do Sul. Esta última, onde se utilizava a langue d'oc, tinha uma cultura imbuída da antiga presença romana, mas também era mais pobre em termos agrícolas (por outro lado, a pecuária era mais rica) e menos povoada (cerca de 4 agregados familiares por km2 para os condado de Bigorra, Bearne por exemplo), mas acima de tudo era mais independente face ao rei, porque se este transferisse parte da sua autoridade para as mãos dos seus vassalos, deveria ter em conta a opinião dos mesmos. Contudo, o soberano não hesitou em interferir na política interna dos seus subordinados já que desde o século XII  gozava de poderes até então sem paralelo. Ele estava no topo de uma pirâmide onde os níveis mais baixos lhe deviam lealdade.
O clero desempenha um papel social importante nesta organização da sociedade. Os clérigos, sabendo ler e contar, administram as instituições; pessoas religiosas operam instituições de caridade e escolas  (ver Educação na Idade Média no Ocidente); através de festas religiosas, o número de dias não úteis chega a 140 por ano. Contudo, a este nível também existe uma diferença Norte/Sul. O Sul, menos marcado pelo renascimento carolíngio e pelas ordens religiosas do que o Norte, voltou-se principalmente para ciências como a medicina, enquanto o Norte tinha preferência pela filosofia ou teologia. Duas cidades demonstram esta divisão, Paris e Montpellier; enquanto a primeira tinha uma das mais renomadas universidades do mundo cristão a nível teológico, a segunda tinha uma das faculdades médicas mais prestigiadas do Ocidente, onde não era raro ver estudantes do Médio Oriente.
Da mesma forma, a nobreza deve combinar riqueza, poder e bravura no campo de batalha: vivendo do trabalho dos camponeses, o senhor devia demonstrar a sua bravura e lealdade para com eles.  A Igreja trabalhou na canalização dos cavaleiros -bandidos a partir de finais do século X. A partir do Concílio de Charroux, em 989, os homens armados foram convidados a colocar o seu poder ao serviço dos pobres e da Igreja e tornaram-se milites Christi (“soldados de Cristo”). Desde o século XIII, o rei de França conseguiu obter a aceitação da ideia de que o seu poder por direito divino lhe permitiu criar nobres 21 (ver Enobrecimento). A nobreza diferencia-se, portanto, do resto da população pelo seu sentido de honra e deve demonstrar um espírito cavalheiresco, proteger o povo e fazer justiça, preservando um certo conforto material. Deve justificar o seu estatuto social no campo de batalha: o adversário deve ser derrotado cara a cara numa luta heroica. O exército está, portanto, estruturado em torno da cavalaria mais poderosa da Europa, a cavalaria pesada que luta frontalmente, corpo a corpo. Essa vontade de brilhar nos campos de batalha foi aumentada pelo hábito da época de fazer prisioneiros e trocar a sua libertação por resgate. A guerra torna-se, portanto, muito lucrativa para os bons combatentes e os riscos de morte são, portanto, reduzidos para os outros. Desde Filipe, o Belo, o rei pode convocar “ a proibição e a proibição”, ou seja, todos os homens livres dos 15 aos 60 anos, de todas as condições (cavaleiros e camponeses, jovens e velhos, ricos e pobres). Por volta de 1340, Filipe VI de Valois contava com 30 000 homens de armas e 30 000 soldados de infantaria. Numericamente, é incomparável, pois a manutenção de tal número de combatentes representa um custo extraordinariamente elevado, mas tratava-se de um exército heterogêneo e pouco disciplinado.
Para estabelecer o seu poder face à grande nobreza e ao papado, os Capetianos fizeram promessas ao povo: criação de cidades livres com concessão de cartas de franquia, criação dos Estados Gerais. O equilíbrio social exige aceitação por parte do povo de um forte poder real, que os emancipa da arbitrariedade feudal, e de uma administração cada vez mais centralizada que lhes garante um certo conforto material. Às vésperas da Guerra dos Cem Anos, este sistema fragilizou-se porque, acompanhando o crescimento demográfico ocorrido desde o século X, assistíamos a uma superpopulação do campo e a uma exigência de autonomia nas cidades. A dimensão das parcelas dos camponeses foi reduzida e os preços agrícolas caíram: os recursos fiscais da nobreza diminuíram e tornou-se imperativo brilhar no campo de batalha para repor as suas finanças. Mas o equipamento de um cavaleiro custa sempre mais.
Em três séculos, os reis capetianos conseguiram consolidar a sua autoridade e expandir o seu território às custas dos Plantagenetas. O prestígio real da França é imenso e, na época de Filipe IV, o Belo, a rede de alianças francesas estendia-se até à Rússia. No entanto, apesar dos confiscos territoriais de Filipe Augusto, São Luís e Filipe IV, o Belo, os reis de Inglaterra mantiveram o estreito ducado da Guiana e o pequeno condado de Ponthieu: o rei de Inglaterra é assim vassalo do rei de França.

## Visão geral

### Origens
As causas profundas do conflito podem ser atribuídas à crise da Europa do século XIV. A eclosão da guerra foi motivada por um aumento gradual da tensão entre os reis da França e da Inglaterra sobre o território; o pretexto oficial foi a questão que surgiu por causa da interrupção da linhagem masculina direta da dinastia capetiana.
As tensões entre as coroas francesa e inglesa remontavam séculos às origens da família real inglesa, que era de origem francesa (normanda e, mais tarde, angevina) por causa de Guilherme, o Conquistador, o duque normando que se tornou rei da Inglaterra em 1066. Os monarcas ingleses, portanto, historicamente detinham títulos e terras na França, o que os tornava vassalos dos reis da França. O status dos feudos franceses do rei inglês foi uma importante fonte de conflito entre as duas monarquias ao longo da Idade Média. Os monarcas franceses procuraram sistematicamente controlar o crescimento do poder inglês, despojando terras à medida que surgia a oportunidade, particularmente sempre que a Inglaterra estava em guerra com a Escócia, aliada da França. As propriedades inglesas na França variavam em tamanho, em alguns pontos superando até mesmo o Domínio Real Francês; em 1337, no entanto, apenas a Gasconha era inglesa.
Em 1328, Carlos IV da França morreu sem filhos ou irmãos e um novo princípio, a lei Sálica, proibiu a sucessão feminina. O parente masculino mais próximo de Carlos era seu sobrinho Eduardo III de Inglaterra, cuja mãe, Isabel, era irmã de Carlos. Isabel reivindicou o trono da França para seu filho pela regra da proximidade de sangue, mas a nobreza francesa rejeitou isso, sustentando que Isabel não poderia transmitir um direito que ela não possuía. Uma assembleia de barões franceses decidiu que um francês nativo deveria receber a coroa, em vez de Eduardo.
Assim, o trono passou para o primo patrilinear de Carlos, Filipe, Conde de Valois. Eduardo protestou, mas acabou se submetendo e homenageando a Gasconha. Outras divergências francesas com Eduardo induziram Filipe, em maio de 1337, a se reunir com seu Grande Conselho em Paris. Foi acordado que a Gasconha deveria ser devolvida às mãos de Filipe, o que levou Eduardo a renovar sua reivindicação ao trono francês, desta vez pela força das armas.

### Fase Eduardiana
Nos primeiros anos da guerra, os ingleses, liderados por seu rei e seu filho Eduardo, o Príncipe Negro, tiveram sucessos retumbantes (principalmente em Crécy em 1346 e em Poitiers em 1356, onde o rei João II da França foi feito prisioneiro).

### Fase Carolina e a Peste Negra
Em 1378, sob o rei Carlos V, o Sábio e a liderança de Bertrand du Guesclin, os franceses reconquistaram a maior parte das terras cedidas ao rei Eduardo no Tratado de Brétigny (assinado em 1360), deixando os ingleses com apenas algumas cidades no continente.
Nas décadas seguintes, o enfraquecimento da autoridade real, combinado com a devastação causada pela Peste Negra de 1347-1351 (com a perda de quase metade da população francesa e entre 20% e 33% da população inglesa) e a grande crise econômica que se seguiu, levaram a um período de agitação civil em ambos os países. Essas crises foram resolvidas na Inglaterra mais cedo do que na França.

### Fase Lancastriana e depois
O recém-coroado Henrique V da Inglaterra aproveitou a oportunidade apresentada pela doença mental de Carlos VI da França e a guerra civil francesa entre Armagnacs e Borguinhões para reviver o conflito. Vitórias esmagadoras em Azincourt em 1415 e Verneuil em 1424, bem como uma aliança com os borguinhões aumentaram as perspectivas de um triunfo final inglês e persuadiram os ingleses a continuar a guerra por muitas décadas. No entanto, uma variedade de fatores, como as mortes de Henrique e Carlos em 1422, o surgimento de Joana d'Arc, que aumentou o moral francês, e a perda da Borgonha como aliada, marcando o fim da guerra civil na França, impediram que isso acontecesse.
O cerco de Orleães em 1429 anunciou o início do fim das esperanças inglesas de conquista. Mesmo com a eventual captura de Joana pelos borguinhões e sua execução em 1431, uma série de vitórias francesas esmagadoras como as de Patay em 1429, Formigny em 1450 e Castillon em 1453 concluíram a guerra em favor da dinastia Valois. A Inglaterra perdeu permanentemente a maioria de suas possessões continentais, com apenas Pale de Calais permanecendo sob seu controle no continente, até que também foi perdido no cerco de Calais em 1558.

### Conflitos relacionados e efeitos posteriores
Conflitos locais em áreas vizinhas, que foram contemporaneamente relacionados à guerra, incluindo a Guerra da Sucessão Bretã (1341-1365), Guerra Civil Castelhana (1366-1369), Guerra dos Dois Pedros (1356-1369) em Aragão, e a crise de 1383-1385 em Portugal, foram usados pelos partidos para avançar suas agendas.
Ao final da guerra, os exércitos feudais foram amplamente substituídos por tropas profissionais, e o domínio aristocrático cedeu à democratização da mão-de-obra e das armas dos exércitos. Embora principalmente um conflito dinástico, a guerra inspirou o nacionalismo francês e inglês. A introdução mais ampla de armas e táticas suplantou os exércitos feudais onde a cavalaria pesada dominava, e a artilharia tornou-se importante. A guerra precipitou a criação dos primeiros exércitos permanentes na Europa Ocidental desde o Império Romano do Ocidente e ajudou a mudar seu papel na guerra.
Na França, guerras civis, epidemias mortais, fomes e bandidos de companhias livres de mercenários reduziram drasticamente a população. Na Inglaterra, as forças políticas ao longo do tempo vieram a se opor ao empreendimento caro. A insatisfação dos nobres ingleses, resultante da perda de suas terras continentais, bem como o choque geral pela perda de uma guerra em que o investimento havia sido tão grande, contribuíram para a Guerra das Rosas (1455-1487).

## Causas e prelúdio

### Turbulência dinástica na França: 1316-1328
A questão da sucessão feminina ao trono francês foi levantada após a morte de Luís X em 1316. Luís X deixou apenas uma filha, e João I da França, que viveu apenas cinco dias. Além disso, a paternidade de sua filha estava em questão, pois sua mãe, Margarida da Borgonha, havia sido denunciada como adúltera no Caso da Torre de Nesle. Filipe, conde de Poitiers, irmão de Luís X, posicionou-se para assumir a coroa, avançando a posição de que as mulheres deveriam ser inelegíveis para suceder ao trono francês. Através de sua sagacidade política, ele conquistou seus adversários e sucedeu ao trono francês como Filipe V. Pela mesma lei que ele obteve, suas filhas foram negadas a sucessão, que passou para seu irmão mais novo, Carlos IV, em 1322.
|                                                                |                                                                |                                                                |                                                                |                                                                |                                                                |                        |                        |                                    |                                    |                                    |                                    |                                    |                                    |                      |                      |                                                                       |                                                                       |                                                                       |                                                                       |                                                                       |                                                                       |  |  |                                                                   |                                                                   |                                                                   |                                                                   |                                                                   |                                                                   |  |  | Capeto                                                             |                                                                    |                                                                    |                                                                    |                                                                    |                                                                    |  |  |                                                                      |                                                                      |                                                                      |                                                                      |                                                                      |                                                                      |                                                                                  |                                                                                  |                                                                                  |                                                                                  |                                                                                  |                                                                                  |                                                                                |                                                                                |                                       |                                       |                                       |                                       |                                       |                                       |  |  |  |  |  |  |  |  |  |  |  |  |  |  |  |  |  |  |
|                                                                |                                                                |                                                                |                                                                |                                                                |                                                                |                        |                        |                                    |                                    |                                    |                                    |                                    |                                    |                      |                      |                                                                       |                                                                       |                                                                       |                                                                       |                                                                       |                                                                       |  |  |                                                                   |                                                                   |                                                                   |                                                                   |                                                                   |                                                                   |  |  | Filipe III "o Ousado" Rei da França r.1270-1285                    |                                                                    |                                                                    |                                                                    |                                                                    |                                                                    |  |  |                                                                      |                                                                      |                                                                      |                                                                      |                                                                      |                                                                      |                                                                                  |                                                                                  |                                                                                  |                                                                                  |                                                                                  |                                                                                  |                                                                                |                                                                                |                                       |                                       |                                       |                                       |                                       |                                       |  |  |  |  |  |  |  |  |  |  |  |  |  |  |  |  |  |  |
|                                                                |                                                                |                                                                |                                                                |                                                                |                                                                |                        |                        |                                    |                                    |                                    |                                    |                                    |                                    |                      |                      |                                                                       |                                                                       |                                                                       |                                                                       |                                                                       |                                                                       |  |  |                                                                   |                                                                   |                                                                   |                                                                   |                                                                   |                                                                   |  |  |                                                                    |                                                                    |                                                                    |                                                                    |                                                                    |                                                                    |  |  |                                                                      |                                                                      |                                                                      |                                                                      |                                                                      |                                                                      |                                                                                  |                                                                                  |                                                                                  |                                                                                  |                                                                                  |                                                                                  |                                                                                |                                                                                |                                       |                                       |                                       |                                       |                                       |                                       |  |  |  |  |  |  |  |  |  |  |  |  |  |  |  |  |  |  |
|                                                                |                                                                |                                                                |                                                                |                                                                |                                                                |                        |                        |                                    |                                    |                                    |                                    |                                    |                                    |                      |                      |                                                                       |                                                                       |                                                                       |                                                                       |                                                                       |                                                                       |  |  |                                                                   |                                                                   |                                                                   |                                                                   |                                                                   |                                                                   |  |  |                                                                    |                                                                    |                                                                    |                                                                    |                                                                    |                                                                    |  |  |                                                                      |                                                                      |                                                                      |                                                                      |                                                                      |                                                                      |                                                                                  |                                                                                  |                                                                                  |                                                                                  |                                                                                  |                                                                                  |                                                                                |                                                                                |                                       |                                       |                                       |                                       |                                       |                                       |  |  |  |  |  |  |  |  |  |  |  |  |  |  |  |  |  |  |
| Valois                                                         | Valois                                                         | Valois                                                         | Valois                                                         | Valois                                                         | Valois                                                         |                        |                        |                                    |                                    |                                    |                                    |                                    |                                    |                      |                      | Plantageneta                                                          | Plantageneta                                                          | Plantageneta                                                          | Plantageneta                                                          | Plantageneta                                                          | Plantageneta                                                          |  |  |                                                                   |                                                                   |                                                                   |                                                                   |                                                                   |                                                                   |  |  |                                                                    |                                                                    |                                                                    |                                                                    |                                                                    |                                                                    |  |  | Blois                                                                | Blois                                                                | Blois                                                                | Blois                                                                | Blois                                                                | Blois                                                                |                                                                                  |                                                                                  |                                                                                  |                                                                                  |                                                                                  |                                                                                  |                                                                                |                                                                                |                                       |                                       |                                       |                                       |                                       |                                       |  |  |  |  |  |  |  |  |  |  |  |  |  |  |  |  |  |  |
| Valois                                                         | Valois                                                         | Valois                                                         | Valois                                                         | Valois                                                         | Valois                                                         | Carlos Conde de Valois | Carlos Conde de Valois | Carlos Conde de Valois             | Carlos Conde de Valois             | Carlos Conde de Valois             | Carlos Conde de Valois             |                                    |                                    | Luís Conde de Évreux | Luís Conde de Évreux | Luís Conde de Évreux                                                  | Luís Conde de Évreux                                                  | Luís Conde de Évreux                                                  | Luís Conde de Évreux                                                  | Plantageneta                                                          | Plantageneta                                                          |  |  | Eduardo I "Pernas Longas" Rei da Inglaterra r.1272-1307           | Eduardo I "Pernas Longas" Rei da Inglaterra r.1272-1307           | Eduardo I "Pernas Longas" Rei da Inglaterra r.1272-1307           | Eduardo I "Pernas Longas" Rei da Inglaterra r.1272-1307           | Eduardo I "Pernas Longas" Rei da Inglaterra r.1272-1307           | Eduardo I "Pernas Longas" Rei da Inglaterra r.1272-1307           |  |  |                                                                    |                                                                    |                                                                    |                                                                    |                                                                    |                                                                    |  |  | Blois                                                                | Blois                                                                | Blois                                                                | Blois                                                                | Blois                                                                | Blois                                                                | Filipe IV "o Belo" Rei da França r.1285-1314 Filipe I Rei de Navarra r.1284-1305 | Filipe IV "o Belo" Rei da França r.1285-1314 Filipe I Rei de Navarra r.1284-1305 | Filipe IV "o Belo" Rei da França r.1285-1314 Filipe I Rei de Navarra r.1284-1305 | Filipe IV "o Belo" Rei da França r.1285-1314 Filipe I Rei de Navarra r.1284-1305 | Filipe IV "o Belo" Rei da França r.1285-1314 Filipe I Rei de Navarra r.1284-1305 | Filipe IV "o Belo" Rei da França r.1285-1314 Filipe I Rei de Navarra r.1284-1305 |                                                                                |                                                                                | Joana I Rainha de Navarra r.1274-1305 | Joana I Rainha de Navarra r.1274-1305 | Joana I Rainha de Navarra r.1274-1305 | Joana I Rainha de Navarra r.1274-1305 | Joana I Rainha de Navarra r.1274-1305 | Joana I Rainha de Navarra r.1274-1305 |  |  |  |  |  |  |  |  |  |  |  |  |  |  |  |  |  |  |
|                                                                |                                                                |                                                                |                                                                |                                                                |                                                                | Carlos Conde de Valois | Carlos Conde de Valois | Carlos Conde de Valois             | Carlos Conde de Valois             | Carlos Conde de Valois             | Carlos Conde de Valois             |                                    |                                    | Luís Conde de Évreux | Luís Conde de Évreux | Luís Conde de Évreux                                                  | Luís Conde de Évreux                                                  | Luís Conde de Évreux                                                  | Luís Conde de Évreux                                                  |                                                                       |                                                                       |  |  | Eduardo I "Pernas Longas" Rei da Inglaterra r.1272-1307           | Eduardo I "Pernas Longas" Rei da Inglaterra r.1272-1307           | Eduardo I "Pernas Longas" Rei da Inglaterra r.1272-1307           | Eduardo I "Pernas Longas" Rei da Inglaterra r.1272-1307           | Eduardo I "Pernas Longas" Rei da Inglaterra r.1272-1307           | Eduardo I "Pernas Longas" Rei da Inglaterra r.1272-1307           |  |  |                                                                    |                                                                    |                                                                    |                                                                    |                                                                    |                                                                    |  |  |                                                                      |                                                                      |                                                                      |                                                                      |                                                                      |                                                                      | Filipe IV "o Belo" Rei da França r.1285-1314 Filipe I Rei de Navarra r.1284-1305 | Filipe IV "o Belo" Rei da França r.1285-1314 Filipe I Rei de Navarra r.1284-1305 | Filipe IV "o Belo" Rei da França r.1285-1314 Filipe I Rei de Navarra r.1284-1305 | Filipe IV "o Belo" Rei da França r.1285-1314 Filipe I Rei de Navarra r.1284-1305 | Filipe IV "o Belo" Rei da França r.1285-1314 Filipe I Rei de Navarra r.1284-1305 | Filipe IV "o Belo" Rei da França r.1285-1314 Filipe I Rei de Navarra r.1284-1305 |                                                                                |                                                                                | Joana I Rainha de Navarra r.1274-1305 | Joana I Rainha de Navarra r.1274-1305 | Joana I Rainha de Navarra r.1274-1305 | Joana I Rainha de Navarra r.1274-1305 | Joana I Rainha de Navarra r.1274-1305 | Joana I Rainha de Navarra r.1274-1305 |  |  |  |  |  |  |  |  |  |  |  |  |  |  |  |  |  |  |
|                                                                |                                                                |                                                                |                                                                |                                                                |                                                                |                        |                        |                                    |                                    |                                    |                                    |                                    |                                    |                      |                      |                                                                       |                                                                       |                                                                       |                                                                       |                                                                       |                                                                       |  |  |                                                                   |                                                                   |                                                                   |                                                                   |                                                                   |                                                                   |  |  |                                                                    |                                                                    |                                                                    |                                                                    |                                                                    |                                                                    |  |  |                                                                      |                                                                      |                                                                      |                                                                      |                                                                      |                                                                      |                                                                                  |                                                                                  |                                                                                  |                                                                                  |                                                                                  |                                                                                  |                                                                                |                                                                                |                                       |                                       |                                       |                                       |                                       |                                       |  |  |  |  |  |  |  |  |  |  |  |  |  |  |  |  |  |  |
|                                                                |                                                                |                                                                |                                                                |                                                                |                                                                |                        |                        |                                    |                                    |                                    |                                    |                                    |                                    |                      |                      |                                                                       |                                                                       |                                                                       |                                                                       |                                                                       |                                                                       |  |  |                                                                   |                                                                   |                                                                   |                                                                   |                                                                   |                                                                   |  |  |                                                                    |                                                                    |                                                                    |                                                                    |                                                                    |                                                                    |  |  |                                                                      |                                                                      |                                                                      |                                                                      |                                                                      |                                                                      |                                                                                  |                                                                                  |                                                                                  |                                                                                  |                                                                                  |                                                                                  |                                                                                |                                                                                |                                       |                                       |                                       |                                       |                                       |                                       |  |  |  |  |  |  |  |  |  |  |  |  |  |  |  |  |  |  |
|                                                                |                                                                |                                                                |                                                                |                                                                |                                                                |                        |                        |                                    |                                    |                                    |                                    |                                    |                                    |                      |                      | Eduardo II Rei da Inglaterra r.1307-1327                              | Eduardo II Rei da Inglaterra r.1307-1327                              | Eduardo II Rei da Inglaterra r.1307-1327                              | Eduardo II Rei da Inglaterra r.1307-1327                              | Eduardo II Rei da Inglaterra r.1307-1327                              | Eduardo II Rei da Inglaterra r.1307-1327                              |  |  | Isabel "Loba da França"                                           | Isabel "Loba da França"                                           | Isabel "Loba da França"                                           | Isabel "Loba da França"                                           | Isabel "Loba da França"                                           | Isabel "Loba da França"                                           |  |  | Luís X Rei da França r.1314-1316 Luís I Rei de Navarra r.1305-1316 | Luís X Rei da França r.1314-1316 Luís I Rei de Navarra r.1305-1316 | Luís X Rei da França r.1314-1316 Luís I Rei de Navarra r.1305-1316 | Luís X Rei da França r.1314-1316 Luís I Rei de Navarra r.1305-1316 | Luís X Rei da França r.1314-1316 Luís I Rei de Navarra r.1305-1316 | Luís X Rei da França r.1314-1316 Luís I Rei de Navarra r.1305-1316 |  |  | Filipe V "o Alto" Rei da França Filipe II Rei de Navarra r.1316-1322 | Filipe V "o Alto" Rei da França Filipe II Rei de Navarra r.1316-1322 | Filipe V "o Alto" Rei da França Filipe II Rei de Navarra r.1316-1322 | Filipe V "o Alto" Rei da França Filipe II Rei de Navarra r.1316-1322 | Filipe V "o Alto" Rei da França Filipe II Rei de Navarra r.1316-1322 | Filipe V "o Alto" Rei da França Filipe II Rei de Navarra r.1316-1322 |                                                                                  |                                                                                  | Carlos IV "o Belo" Rei da França Carlos I "o Calvo" Rei de Navarra r.1322-1328   | Carlos IV "o Belo" Rei da França Carlos I "o Calvo" Rei de Navarra r.1322-1328   | Carlos IV "o Belo" Rei da França Carlos I "o Calvo" Rei de Navarra r.1322-1328   | Carlos IV "o Belo" Rei da França Carlos I "o Calvo" Rei de Navarra r.1322-1328   | Carlos IV "o Belo" Rei da França Carlos I "o Calvo" Rei de Navarra r.1322-1328 | Carlos IV "o Belo" Rei da França Carlos I "o Calvo" Rei de Navarra r.1322-1328 |                                       |                                       |                                       |                                       |                                       |                                       |  |  |  |  |  |  |  |  |  |  |  |  |  |  |  |  |  |  |
|                                                                |                                                                |                                                                |                                                                |                                                                |                                                                |                        |                        |                                    |                                    |                                    |                                    |                                    |                                    |                      |                      | Eduardo II Rei da Inglaterra r.1307-1327                              | Eduardo II Rei da Inglaterra r.1307-1327                              | Eduardo II Rei da Inglaterra r.1307-1327                              | Eduardo II Rei da Inglaterra r.1307-1327                              | Eduardo II Rei da Inglaterra r.1307-1327                              | Eduardo II Rei da Inglaterra r.1307-1327                              |  |  | Isabel "Loba da França"                                           | Isabel "Loba da França"                                           | Isabel "Loba da França"                                           | Isabel "Loba da França"                                           | Isabel "Loba da França"                                           | Isabel "Loba da França"                                           |  |  | Luís X Rei da França r.1314-1316 Luís I Rei de Navarra r.1305-1316 | Luís X Rei da França r.1314-1316 Luís I Rei de Navarra r.1305-1316 | Luís X Rei da França r.1314-1316 Luís I Rei de Navarra r.1305-1316 | Luís X Rei da França r.1314-1316 Luís I Rei de Navarra r.1305-1316 | Luís X Rei da França r.1314-1316 Luís I Rei de Navarra r.1305-1316 | Luís X Rei da França r.1314-1316 Luís I Rei de Navarra r.1305-1316 |  |  | Filipe V "o Alto" Rei da França Filipe II Rei de Navarra r.1316-1322 | Filipe V "o Alto" Rei da França Filipe II Rei de Navarra r.1316-1322 | Filipe V "o Alto" Rei da França Filipe II Rei de Navarra r.1316-1322 | Filipe V "o Alto" Rei da França Filipe II Rei de Navarra r.1316-1322 | Filipe V "o Alto" Rei da França Filipe II Rei de Navarra r.1316-1322 | Filipe V "o Alto" Rei da França Filipe II Rei de Navarra r.1316-1322 |                                                                                  |                                                                                  | Carlos IV "o Belo" Rei da França Carlos I "o Calvo" Rei de Navarra r.1322-1328   | Carlos IV "o Belo" Rei da França Carlos I "o Calvo" Rei de Navarra r.1322-1328   | Carlos IV "o Belo" Rei da França Carlos I "o Calvo" Rei de Navarra r.1322-1328   | Carlos IV "o Belo" Rei da França Carlos I "o Calvo" Rei de Navarra r.1322-1328   | Carlos IV "o Belo" Rei da França Carlos I "o Calvo" Rei de Navarra r.1322-1328 | Carlos IV "o Belo" Rei da França Carlos I "o Calvo" Rei de Navarra r.1322-1328 |                                       |                                       |                                       |                                       |                                       |                                       |  |  |  |  |  |  |  |  |  |  |  |  |  |  |  |  |  |  |
|                                                                |                                                                |                                                                |                                                                |                                                                |                                                                |                        |                        |                                    |                                    |                                    |                                    |                                    |                                    |                      |                      |                                                                       |                                                                       |                                                                       |                                                                       |                                                                       |                                                                       |  |  |                                                                   |                                                                   |                                                                   |                                                                   |                                                                   |                                                                   |  |  |                                                                    |                                                                    |                                                                    |                                                                    |                                                                    |                                                                    |  |  |                                                                      |                                                                      |                                                                      |                                                                      |                                                                      |                                                                      |                                                                                  |                                                                                  |                                                                                  |                                                                                  |                                                                                  |                                                                                  |                                                                                |                                                                                |                                       |                                       |                                       |                                       |                                       |                                       |  |  |  |  |  |  |  |  |  |  |  |  |  |  |  |  |  |  |
|                                                                |                                                                |                                                                |                                                                |                                                                |                                                                |                        |                        |                                    |                                    |                                    |                                    |                                    |                                    |                      |                      |                                                                       |                                                                       |                                                                       |                                                                       |                                                                       |                                                                       |  |  |                                                                   |                                                                   |                                                                   |                                                                   |                                                                   |                                                                   |  |  |                                                                    |                                                                    |                                                                    |                                                                    |                                                                    |                                                                    |  |  |                                                                      |                                                                      |                                                                      |                                                                      |                                                                      |                                                                      |                                                                                  |                                                                                  |                                                                                  |                                                                                  |                                                                                  |                                                                                  |                                                                                |                                                                                |                                       |                                       |                                       |                                       |                                       |                                       |  |  |  |  |  |  |  |  |  |  |  |  |  |  |  |  |  |  |
| Filipe VI "o Afortunado" "de Valois" Rei da França r.1328-1350 | Filipe VI "o Afortunado" "de Valois" Rei da França r.1328-1350 | Filipe VI "o Afortunado" "de Valois" Rei da França r.1328-1350 | Filipe VI "o Afortunado" "de Valois" Rei da França r.1328-1350 | Filipe VI "o Afortunado" "de Valois" Rei da França r.1328-1350 | Filipe VI "o Afortunado" "de Valois" Rei da França r.1328-1350 |                        |                        | Joana de Valois                    | Joana de Valois                    | Joana de Valois                    | Joana de Valois                    | Joana de Valois                    | Joana de Valois                    |                      |                      | Filipe III "o nobre" "o Sábio" Rei de Navarra jure uxoris r.1328-1343 | Filipe III "o nobre" "o Sábio" Rei de Navarra jure uxoris r.1328-1343 | Filipe III "o nobre" "o Sábio" Rei de Navarra jure uxoris r.1328-1343 | Filipe III "o nobre" "o Sábio" Rei de Navarra jure uxoris r.1328-1343 | Filipe III "o nobre" "o Sábio" Rei de Navarra jure uxoris r.1328-1343 | Filipe III "o nobre" "o Sábio" Rei de Navarra jure uxoris r.1328-1343 |  |  |                                                                   |                                                                   |                                                                   |                                                                   |                                                                   |                                                                   |  |  | Joan II Rainha de Navarra r.1328-1349                              | Joan II Rainha de Navarra r.1328-1349                              | Joan II Rainha de Navarra r.1328-1349                              | Joan II Rainha de Navarra r.1328-1349                              | Joan II Rainha de Navarra r.1328-1349                              | Joan II Rainha de Navarra r.1328-1349                              |  |  | João I "o Póstumo" Rei da França Rei de Navarra r.1316               | João I "o Póstumo" Rei da França Rei de Navarra r.1316               | João I "o Póstumo" Rei da França Rei de Navarra r.1316               | João I "o Póstumo" Rei da França Rei de Navarra r.1316               | João I "o Póstumo" Rei da França Rei de Navarra r.1316               | João I "o Póstumo" Rei da França Rei de Navarra r.1316               |                                                                                  |                                                                                  | Joana de Borgonha                                                                | Joana de Borgonha                                                                | Joana de Borgonha                                                                | Joana de Borgonha                                                                | Joana de Borgonha                                                              | Joana de Borgonha                                                              |                                       |                                       |                                       |                                       |                                       |                                       |  |  |  |  |  |  |  |  |  |  |  |  |  |  |  |  |  |  |
| Filipe VI "o Afortunado" "de Valois" Rei da França r.1328-1350 | Filipe VI "o Afortunado" "de Valois" Rei da França r.1328-1350 | Filipe VI "o Afortunado" "de Valois" Rei da França r.1328-1350 | Filipe VI "o Afortunado" "de Valois" Rei da França r.1328-1350 | Filipe VI "o Afortunado" "de Valois" Rei da França r.1328-1350 | Filipe VI "o Afortunado" "de Valois" Rei da França r.1328-1350 |                        |                        | Joana de Valois                    | Joana de Valois                    | Joana de Valois                    | Joana de Valois                    | Joana de Valois                    | Joana de Valois                    |                      |                      | Filipe III "o nobre" "o Sábio" Rei de Navarra jure uxoris r.1328-1343 | Filipe III "o nobre" "o Sábio" Rei de Navarra jure uxoris r.1328-1343 | Filipe III "o nobre" "o Sábio" Rei de Navarra jure uxoris r.1328-1343 | Filipe III "o nobre" "o Sábio" Rei de Navarra jure uxoris r.1328-1343 | Filipe III "o nobre" "o Sábio" Rei de Navarra jure uxoris r.1328-1343 | Filipe III "o nobre" "o Sábio" Rei de Navarra jure uxoris r.1328-1343 |  |  |                                                                   |                                                                   |                                                                   |                                                                   |                                                                   |                                                                   |  |  | Joan II Rainha de Navarra r.1328-1349                              | Joan II Rainha de Navarra r.1328-1349                              | Joan II Rainha de Navarra r.1328-1349                              | Joan II Rainha de Navarra r.1328-1349                              | Joan II Rainha de Navarra r.1328-1349                              | Joan II Rainha de Navarra r.1328-1349                              |  |  | João I "o Póstumo" Rei da França Rei de Navarra r.1316               | João I "o Póstumo" Rei da França Rei de Navarra r.1316               | João I "o Póstumo" Rei da França Rei de Navarra r.1316               | João I "o Póstumo" Rei da França Rei de Navarra r.1316               | João I "o Póstumo" Rei da França Rei de Navarra r.1316               | João I "o Póstumo" Rei da França Rei de Navarra r.1316               |                                                                                  |                                                                                  | Joana de Borgonha                                                                | Joana de Borgonha                                                                | Joana de Borgonha                                                                | Joana de Borgonha                                                                | Joana de Borgonha                                                              | Joana de Borgonha                                                              |                                       |                                       |                                       |                                       |                                       |                                       |  |  |  |  |  |  |  |  |  |  |  |  |  |  |  |  |  |  |
|                                                                |                                                                |                                                                |                                                                |                                                                |                                                                |                        |                        |                                    |                                    |                                    |                                    |                                    |                                    |                      |                      |                                                                       |                                                                       |                                                                       |                                                                       |                                                                       |                                                                       |  |  |                                                                   |                                                                   |                                                                   |                                                                   |                                                                   |                                                                   |  |  |                                                                    |                                                                    |                                                                    |                                                                    |                                                                    |                                                                    |  |  |                                                                      |                                                                      |                                                                      |                                                                      |                                                                      |                                                                      |                                                                                  |                                                                                  |                                                                                  |                                                                                  |                                                                                  |                                                                                  |                                                                                |                                                                                |                                       |                                       |                                       |                                       |                                       |                                       |  |  |  |  |  |  |  |  |  |  |  |  |  |  |  |  |  |  |
|                                                                |                                                                |                                                                |                                                                |                                                                |                                                                |                        |                        |                                    |                                    |                                    |                                    |                                    |                                    |                      |                      |                                                                       |                                                                       |                                                                       |                                                                       |                                                                       |                                                                       |  |  |                                                                   |                                                                   |                                                                   |                                                                   |                                                                   |                                                                   |  |  |                                                                    |                                                                    |                                                                    |                                                                    |                                                                    |                                                                    |  |  |                                                                      |                                                                      |                                                                      |                                                                      |                                                                      |                                                                      |                                                                                  |                                                                                  |                                                                                  |                                                                                  |                                                                                  |                                                                                  |                                                                                |                                                                                |                                       |                                       |                                       |                                       |                                       |                                       |  |  |  |  |  |  |  |  |  |  |  |  |  |  |  |  |  |  |
| João II "o Bom" Rei da França r.1350-1364                      | João II "o Bom" Rei da França r.1350-1364                      | João II "o Bom" Rei da França r.1350-1364                      | João II "o Bom" Rei da França r.1350-1364                      | João II "o Bom" Rei da França r.1350-1364                      | João II "o Bom" Rei da França r.1350-1364                      |                        |                        | Filipa de Hainault                 | Filipa de Hainault                 | Filipa de Hainault                 | Filipa de Hainault                 | Filipa de Hainault                 | Filipa de Hainault                 |                      |                      | Eduardo III Rei da Inglaterra r.1327-1377                             | Eduardo III Rei da Inglaterra r.1327-1377                             | Eduardo III Rei da Inglaterra r.1327-1377                             | Eduardo III Rei da Inglaterra r.1327-1377                             | Eduardo III Rei da Inglaterra r.1327-1377                             | Eduardo III Rei da Inglaterra r.1327-1377                             |  |  | Joana da Torre                                                    | Joana da Torre                                                    | Joana da Torre                                                    | Joana da Torre                                                    | Joana da Torre                                                    | Joana da Torre                                                    |  |  | David II Rei da Escócia r.1329-1371                                | David II Rei da Escócia r.1329-1371                                | David II Rei da Escócia r.1329-1371                                | David II Rei da Escócia r.1329-1371                                | David II Rei da Escócia r.1329-1371                                | David II Rei da Escócia r.1329-1371                                |  |  | Carlos II "o Mau" Rei de Navarra r.1349-1387                         | Carlos II "o Mau" Rei de Navarra r.1349-1387                         | Carlos II "o Mau" Rei de Navarra r.1349-1387                         | Carlos II "o Mau" Rei de Navarra r.1349-1387                         | Carlos II "o Mau" Rei de Navarra r.1349-1387                         | Carlos II "o Mau" Rei de Navarra r.1349-1387                         |                                                                                  |                                                                                  | Filipe da Borgonha Conde de Auvergne                                             | Filipe da Borgonha Conde de Auvergne                                             | Filipe da Borgonha Conde de Auvergne                                             | Filipe da Borgonha Conde de Auvergne                                             | Filipe da Borgonha Conde de Auvergne                                           | Filipe da Borgonha Conde de Auvergne                                           |                                       |                                       |                                       |                                       |                                       |                                       |  |  |  |  |  |  |  |  |  |  |  |  |  |  |  |  |  |  |
| João II "o Bom" Rei da França r.1350-1364                      | João II "o Bom" Rei da França r.1350-1364                      | João II "o Bom" Rei da França r.1350-1364                      | João II "o Bom" Rei da França r.1350-1364                      | João II "o Bom" Rei da França r.1350-1364                      | João II "o Bom" Rei da França r.1350-1364                      |                        |                        | Filipa de Hainault                 | Filipa de Hainault                 | Filipa de Hainault                 | Filipa de Hainault                 | Filipa de Hainault                 | Filipa de Hainault                 |                      |                      | Eduardo III Rei da Inglaterra r.1327-1377                             | Eduardo III Rei da Inglaterra r.1327-1377                             | Eduardo III Rei da Inglaterra r.1327-1377                             | Eduardo III Rei da Inglaterra r.1327-1377                             | Eduardo III Rei da Inglaterra r.1327-1377                             | Eduardo III Rei da Inglaterra r.1327-1377                             |  |  | Joana da Torre                                                    | Joana da Torre                                                    | Joana da Torre                                                    | Joana da Torre                                                    | Joana da Torre                                                    | Joana da Torre                                                    |  |  | David II Rei da Escócia r.1329-1371                                | David II Rei da Escócia r.1329-1371                                | David II Rei da Escócia r.1329-1371                                | David II Rei da Escócia r.1329-1371                                | David II Rei da Escócia r.1329-1371                                | David II Rei da Escócia r.1329-1371                                |  |  | Carlos II "o Mau" Rei de Navarra r.1349-1387                         | Carlos II "o Mau" Rei de Navarra r.1349-1387                         | Carlos II "o Mau" Rei de Navarra r.1349-1387                         | Carlos II "o Mau" Rei de Navarra r.1349-1387                         | Carlos II "o Mau" Rei de Navarra r.1349-1387                         | Carlos II "o Mau" Rei de Navarra r.1349-1387                         |                                                                                  |                                                                                  | Filipe da Borgonha Conde de Auvergne                                             | Filipe da Borgonha Conde de Auvergne                                             | Filipe da Borgonha Conde de Auvergne                                             | Filipe da Borgonha Conde de Auvergne                                             | Filipe da Borgonha Conde de Auvergne                                           | Filipe da Borgonha Conde de Auvergne                                           |                                       |                                       |                                       |                                       |                                       |                                       |  |  |  |  |  |  |  |  |  |  |  |  |  |  |  |  |  |  |
|                                                                |                                                                |                                                                |                                                                |                                                                |                                                                |                        |                        |                                    |                                    |                                    |                                    |                                    |                                    |                      |                      |                                                                       |                                                                       |                                                                       |                                                                       |                                                                       |                                                                       |  |  |                                                                   |                                                                   |                                                                   |                                                                   |                                                                   |                                                                   |  |  |                                                                    |                                                                    |                                                                    |                                                                    |                                                                    |                                                                    |  |  |                                                                      |                                                                      |                                                                      |                                                                      |                                                                      |                                                                      |                                                                                  |                                                                                  |                                                                                  |                                                                                  |                                                                                  |                                                                                  |                                                                                |                                                                                |                                       |                                       |                                       |                                       |                                       |                                       |  |  |  |  |  |  |  |  |  |  |  |  |  |  |  |  |  |  |
|                                                                |                                                                |                                                                |                                                                |                                                                |                                                                |                        |                        |                                    |                                    |                                    |                                    |                                    |                                    |                      |                      |                                                                       |                                                                       |                                                                       |                                                                       |                                                                       |                                                                       |  |  |                                                                   |                                                                   |                                                                   |                                                                   |                                                                   |                                                                   |  |  |                                                                    |                                                                    |                                                                    |                                                                    |                                                                    |                                                                    |  |  |                                                                      |                                                                      |                                                                      |                                                                      |                                                                      |                                                                      |                                                                                  |                                                                                  |                                                                                  |                                                                                  |                                                                                  |                                                                                  |                                                                                |                                                                                |                                       |                                       |                                       |                                       |                                       |                                       |  |  |  |  |  |  |  |  |  |  |  |  |  |  |  |  |  |  |
| Carlos V "o Sábio" Rei da França r.1364-1380                   | Carlos V "o Sábio" Rei da França r.1364-1380                   | Carlos V "o Sábio" Rei da França r.1364-1380                   | Carlos V "o Sábio" Rei da França r.1364-1380                   | Carlos V "o Sábio" Rei da França r.1364-1380                   | Carlos V "o Sábio" Rei da França r.1364-1380                   |                        |                        | Filipe, o Ousado Duque da Borgonha | Filipe, o Ousado Duque da Borgonha | Filipe, o Ousado Duque da Borgonha | Filipe, o Ousado Duque da Borgonha | Filipe, o Ousado Duque da Borgonha | Filipe, o Ousado Duque da Borgonha |                      |                      | Eduardo de Woodstock "o Príncipe Negro"                               | Eduardo de Woodstock "o Príncipe Negro"                               | Eduardo de Woodstock "o Príncipe Negro"                               | Eduardo de Woodstock "o Príncipe Negro"                               | Eduardo de Woodstock "o Príncipe Negro"                               | Eduardo de Woodstock "o Príncipe Negro"                               |  |  |                                                                   |                                                                   |                                                                   |                                                                   |                                                                   |                                                                   |  |  |                                                                    |                                                                    |                                                                    |                                                                    |                                                                    |                                                                    |  |  | João de Gante                                                        | João de Gante                                                        | João de Gante                                                        | João de Gante                                                        | João de Gante                                                        | João de Gante                                                        |                                                                                  |                                                                                  |                                                                                  |                                                                                  |                                                                                  |                                                                                  |                                                                                |                                                                                |                                       |                                       |                                       |                                       |                                       |                                       |  |  |  |  |  |  |  |  |  |  |  |  |  |  |  |  |  |  |
| Carlos V "o Sábio" Rei da França r.1364-1380                   | Carlos V "o Sábio" Rei da França r.1364-1380                   | Carlos V "o Sábio" Rei da França r.1364-1380                   | Carlos V "o Sábio" Rei da França r.1364-1380                   | Carlos V "o Sábio" Rei da França r.1364-1380                   | Carlos V "o Sábio" Rei da França r.1364-1380                   |                        |                        | Filipe, o Ousado Duque da Borgonha | Filipe, o Ousado Duque da Borgonha | Filipe, o Ousado Duque da Borgonha | Filipe, o Ousado Duque da Borgonha | Filipe, o Ousado Duque da Borgonha | Filipe, o Ousado Duque da Borgonha |                      |                      | Eduardo de Woodstock "o Príncipe Negro"                               | Eduardo de Woodstock "o Príncipe Negro"                               | Eduardo de Woodstock "o Príncipe Negro"                               | Eduardo de Woodstock "o Príncipe Negro"                               | Eduardo de Woodstock "o Príncipe Negro"                               | Eduardo de Woodstock "o Príncipe Negro"                               |  |  | Luxemburgo                                                        |                                                                   |                                                                   |                                                                   |                                                                   |                                                                   |  |  |                                                                    |                                                                    |                                                                    |                                                                    |                                                                    |                                                                    |  |  | João de Gante                                                        | João de Gante                                                        | João de Gante                                                        | João de Gante                                                        | João de Gante                                                        | João de Gante                                                        |                                                                                  |                                                                                  |                                                                                  |                                                                                  |                                                                                  |                                                                                  |                                                                                |                                                                                |                                       |                                       |                                       |                                       |                                       |                                       |  |  |  |  |  |  |  |  |  |  |  |  |  |  |  |  |  |  |
|                                                                |                                                                |                                                                |                                                                |                                                                |                                                                |                        |                        |                                    |                                    |                                    |                                    |                                    |                                    |                      |                      |                                                                       |                                                                       |                                                                       |                                                                       |                                                                       |                                                                       |  |  |                                                                   |                                                                   |                                                                   |                                                                   |                                                                   |                                                                   |  |  |                                                                    |                                                                    |                                                                    |                                                                    |                                                                    |                                                                    |  |  |                                                                      |                                                                      |                                                                      |                                                                      |                                                                      |                                                                      |                                                                                  |                                                                                  |                                                                                  |                                                                                  |                                                                                  |                                                                                  |                                                                                |                                                                                |                                       |                                       |                                       |                                       |                                       |                                       |  |  |  |  |  |  |  |  |  |  |  |  |  |  |  |  |  |  |
| Carlos VI "o Amado" "o Louco" Rei da França r.1380-1422        | Carlos VI "o Amado" "o Louco" Rei da França r.1380-1422        | Carlos VI "o Amado" "o Louco" Rei da França r.1380-1422        | Carlos VI "o Amado" "o Louco" Rei da França r.1380-1422        | Carlos VI "o Amado" "o Louco" Rei da França r.1380-1422        | Carlos VI "o Amado" "o Louco" Rei da França r.1380-1422        |                        |                        | Luís I Duque de Orleães            | Luís I Duque de Orleães            | Luís I Duque de Orleães            | Luís I Duque de Orleães            | Luís I Duque de Orleães            | Luís I Duque de Orleães            |                      |                      |                                                                       |                                                                       |                                                                       |                                                                       |                                                                       |                                                                       |  |  | Carlos IV Imperador do Sacro Império Romano-Germânico r.1355-1378 | Carlos IV Imperador do Sacro Império Romano-Germânico r.1355-1378 | Carlos IV Imperador do Sacro Império Romano-Germânico r.1355-1378 | Carlos IV Imperador do Sacro Império Romano-Germânico r.1355-1378 | Carlos IV Imperador do Sacro Império Romano-Germânico r.1355-1378 | Carlos IV Imperador do Sacro Império Romano-Germânico r.1355-1378 |  |  |                                                                    |                                                                    |                                                                    |                                                                    |                                                                    |                                                                    |  |  | Henrique IV Rei da Inglaterra r.1399-1413                            | Henrique IV Rei da Inglaterra r.1399-1413                            | Henrique IV Rei da Inglaterra r.1399-1413                            | Henrique IV Rei da Inglaterra r.1399-1413                            | Henrique IV Rei da Inglaterra r.1399-1413                            | Henrique IV Rei da Inglaterra r.1399-1413                            |                                                                                  |                                                                                  |                                                                                  |                                                                                  |                                                                                  |                                                                                  |                                                                                |                                                                                |                                       |                                       |                                       |                                       |                                       |                                       |  |  |  |  |  |  |  |  |  |  |  |  |  |  |  |  |  |  |
| Carlos VI "o Amado" "o Louco" Rei da França r.1380-1422        | Carlos VI "o Amado" "o Louco" Rei da França r.1380-1422        | Carlos VI "o Amado" "o Louco" Rei da França r.1380-1422        | Carlos VI "o Amado" "o Louco" Rei da França r.1380-1422        | Carlos VI "o Amado" "o Louco" Rei da França r.1380-1422        | Carlos VI "o Amado" "o Louco" Rei da França r.1380-1422        |                        |                        | Luís I Duque de Orleães            | Luís I Duque de Orleães            | Luís I Duque de Orleães            | Luís I Duque de Orleães            | Luís I Duque de Orleães            | Luís I Duque de Orleães            |                      |                      |                                                                       |                                                                       |                                                                       |                                                                       |                                                                       |                                                                       |  |  | Carlos IV Imperador do Sacro Império Romano-Germânico r.1355-1378 | Carlos IV Imperador do Sacro Império Romano-Germânico r.1355-1378 | Carlos IV Imperador do Sacro Império Romano-Germânico r.1355-1378 | Carlos IV Imperador do Sacro Império Romano-Germânico r.1355-1378 | Carlos IV Imperador do Sacro Império Romano-Germânico r.1355-1378 | Carlos IV Imperador do Sacro Império Romano-Germânico r.1355-1378 |  |  |                                                                    |                                                                    |                                                                    |                                                                    |                                                                    |                                                                    |  |  | Henrique IV Rei da Inglaterra r.1399-1413                            | Henrique IV Rei da Inglaterra r.1399-1413                            | Henrique IV Rei da Inglaterra r.1399-1413                            | Henrique IV Rei da Inglaterra r.1399-1413                            | Henrique IV Rei da Inglaterra r.1399-1413                            | Henrique IV Rei da Inglaterra r.1399-1413                            |                                                                                  |                                                                                  |                                                                                  |                                                                                  |                                                                                  |                                                                                  |                                                                                |                                                                                |                                       |                                       |                                       |                                       |                                       |                                       |  |  |  |  |  |  |  |  |  |  |  |  |  |  |  |  |  |  |
|                                                                |                                                                |                                                                |                                                                |                                                                |                                                                |                        |                        |                                    |                                    |                                    |                                    |                                    |                                    |                      |                      |                                                                       |                                                                       |                                                                       |                                                                       |                                                                       |                                                                       |  |  |                                                                   |                                                                   |                                                                   |                                                                   |                                                                   |                                                                   |  |  |                                                                    |                                                                    |                                                                    |                                                                    |                                                                    |                                                                    |  |  |                                                                      |                                                                      |                                                                      |                                                                      |                                                                      |                                                                      |                                                                                  |                                                                                  |                                                                                  |                                                                                  |                                                                                  |                                                                                  |                                                                                |                                                                                |                                       |                                       |                                       |                                       |                                       |                                       |  |  |  |  |  |  |  |  |  |  |  |  |  |  |  |  |  |  |
| Carlos VII "o Vitorioso" Rei da França r.1422-1461             | Carlos VII "o Vitorioso" Rei da França r.1422-1461             | Carlos VII "o Vitorioso" Rei da França r.1422-1461             | Carlos VII "o Vitorioso" Rei da França r.1422-1461             | Carlos VII "o Vitorioso" Rei da França r.1422-1461             | Carlos VII "o Vitorioso" Rei da França r.1422-1461             |                        |                        | Isabel de Valois                   | Isabel de Valois                   | Isabel de Valois                   | Isabel de Valois                   | Isabel de Valois                   | Isabel de Valois                   |                      |                      | Ricardo II Rei da Inglaterra r.1377-1399                              | Ricardo II Rei da Inglaterra r.1377-1399                              | Ricardo II Rei da Inglaterra r.1377-1399                              | Ricardo II Rei da Inglaterra r.1377-1399                              | Ricardo II Rei da Inglaterra r.1377-1399                              | Ricardo II Rei da Inglaterra r.1377-1399                              |  |  | Ana da Boêmia                                                     | Ana da Boêmia                                                     | Ana da Boêmia                                                     | Ana da Boêmia                                                     | Ana da Boêmia                                                     | Ana da Boêmia                                                     |  |  | Catarina de Valois                                                 | Catarina de Valois                                                 | Catarina de Valois                                                 | Catarina de Valois                                                 | Catarina de Valois                                                 | Catarina de Valois                                                 |  |  | Henrique V Rei da Inglaterra r.1413-1422                             | Henrique V Rei da Inglaterra r.1413-1422                             | Henrique V Rei da Inglaterra r.1413-1422                             | Henrique V Rei da Inglaterra r.1413-1422                             | Henrique V Rei da Inglaterra r.1413-1422                             | Henrique V Rei da Inglaterra r.1413-1422                             |                                                                                  |                                                                                  | João de Lencastre                                                                | João de Lencastre                                                                | João de Lencastre                                                                | João de Lencastre                                                                | João de Lencastre                                                              | João de Lencastre                                                              |                                       |                                       |                                       |                                       |                                       |                                       |  |  |  |  |  |  |  |  |  |  |  |  |  |  |  |  |  |  |
| Carlos VII "o Vitorioso" Rei da França r.1422-1461             | Carlos VII "o Vitorioso" Rei da França r.1422-1461             | Carlos VII "o Vitorioso" Rei da França r.1422-1461             | Carlos VII "o Vitorioso" Rei da França r.1422-1461             | Carlos VII "o Vitorioso" Rei da França r.1422-1461             | Carlos VII "o Vitorioso" Rei da França r.1422-1461             |                        |                        | Isabel de Valois                   | Isabel de Valois                   | Isabel de Valois                   | Isabel de Valois                   | Isabel de Valois                   | Isabel de Valois                   |                      |                      | Ricardo II Rei da Inglaterra r.1377-1399                              | Ricardo II Rei da Inglaterra r.1377-1399                              | Ricardo II Rei da Inglaterra r.1377-1399                              | Ricardo II Rei da Inglaterra r.1377-1399                              | Ricardo II Rei da Inglaterra r.1377-1399                              | Ricardo II Rei da Inglaterra r.1377-1399                              |  |  | Ana da Boêmia                                                     | Ana da Boêmia                                                     | Ana da Boêmia                                                     | Ana da Boêmia                                                     | Ana da Boêmia                                                     | Ana da Boêmia                                                     |  |  | Catarina de Valois                                                 | Catarina de Valois                                                 | Catarina de Valois                                                 | Catarina de Valois                                                 | Catarina de Valois                                                 | Catarina de Valois                                                 |  |  | Henrique V Rei da Inglaterra r.1413-1422                             | Henrique V Rei da Inglaterra r.1413-1422                             | Henrique V Rei da Inglaterra r.1413-1422                             | Henrique V Rei da Inglaterra r.1413-1422                             | Henrique V Rei da Inglaterra r.1413-1422                             | Henrique V Rei da Inglaterra r.1413-1422                             |                                                                                  |                                                                                  | João de Lencastre                                                                | João de Lencastre                                                                | João de Lencastre                                                                | João de Lencastre                                                                | João de Lencastre                                                              | João de Lencastre                                                              |                                       |                                       |                                       |                                       |                                       |                                       |  |  |  |  |  |  |  |  |  |  |  |  |  |  |  |  |  |  |
|                                                                |                                                                |                                                                |                                                                |                                                                |                                                                |                        |                        |                                    |                                    |                                    |                                    |                                    |                                    |                      |                      |                                                                       |                                                                       |                                                                       |                                                                       |                                                                       |                                                                       |  |  |                                                                   |                                                                   |                                                                   |                                                                   |                                                                   |                                                                   |  |  |                                                                    |                                                                    |                                                                    |                                                                    |                                                                    |                                                                    |  |  |                                                                      |                                                                      |                                                                      |                                                                      |                                                                      |                                                                      |                                                                                  |                                                                                  |                                                                                  |                                                                                  |                                                                                  |                                                                                  |                                                                                |                                                                                |                                       |                                       |                                       |                                       |                                       |                                       |  |  |  |  |  |  |  |  |  |  |  |  |  |  |  |  |  |  |
|                                                                |                                                                |                                                                |                                                                |                                                                |                                                                |                        |                        |                                    |                                    |                                    |                                    |                                    |                                    |                      |                      |                                                                       |                                                                       |                                                                       |                                                                       |                                                                       |                                                                       |  |  |                                                                   |                                                                   |                                                                   |                                                                   |                                                                   |                                                                   |  |  |                                                                    |                                                                    |                                                                    |                                                                    |                                                                    |                                                                    |  |  |                                                                      |                                                                      |                                                                      |                                                                      |                                                                      |                                                                      |                                                                                  |                                                                                  |                                                                                  |                                                                                  |                                                                                  |                                                                                  |                                                                                |                                                                                |                                       |                                       |                                       |                                       |                                       |                                       |  |  |  |  |  |  |  |  |  |  |  |  |  |  |  |  |  |  |
|                                                                |                                                                |                                                                |                                                                |                                                                |                                                                |                        |                        |                                    |                                    |                                    |                                    |                                    |                                    |                      |                      |                                                                       |                                                                       |                                                                       |                                                                       |                                                                       |                                                                       |  |  |                                                                   |                                                                   |                                                                   |                                                                   |                                                                   |                                                                   |  |  |                                                                    |                                                                    |                                                                    |                                                                    |                                                                    |                                                                    |  |  | Henrique VI Rei da Inglaterra r.1422-1461, 1470-1471                 |                                                                      |                                                                      |                                                                      |                                                                      |                                                                      |                                                                                  |                                                                                  |                                                                                  |                                                                                  |                                                                                  |                                                                                  |                                                                                |                                                                                |                                       |                                       |                                       |                                       |                                       |                                       |  |  |  |  |  |  |  |  |  |  |  |  |  |  |  |  |  |  |

Carlos IV morreu em 1328, deixando uma filha e uma esposa grávida. Se o nascituro fosse homem, ele se tornaria rei; caso contrário, Carlos deixou a escolha de seu sucessor para os nobres. Uma menina, Branca da França (mais tarde Duquesa de Orleães), nasceu, tornando extinta a principal linhagem masculina da Casa de Capeto.
Por proximidade de sangue, o parente masculino mais próximo de Carlos IV era seu sobrinho, Eduardo III da Inglaterra. Eduardo era filho de Isabel, irmã do falecido Carlos IV, mas surgiu a questão de saber se ela deveria poder transmitir um direito de herança que ela própria não possuía. A nobreza francesa, além disso, recusou a perspectiva de ser governada por Isabel e seu amante Rogério Mortimer, que eram amplamente suspeitos de terem assassinado o rei inglês anterior, Eduardo II. As assembleias dos barões e prelados franceses e da Universidade de Paris decidiram que os homens que obtêm seu direito à herança por meio de sua mãe deveriam ser excluídos. Assim, o herdeiro mais próximo por ascendência masculina era o primo em primeiro grau de Carlos IV, Filipe, Conde de Valois, e foi decidido que ele deveria ser coroado Filipe VI. Em 1340, o Papado de Avinhão confirmou que, sob a lei Sálica, os homens não deveriam poder herdar por meio de suas mães.
Eventualmente, Eduardo III relutantemente reconheceu Filipe VI e prestou-lhe homenagem por seus feudos franceses em 1325. Ele fez concessões em Guiena, mas reservou o direito de recuperar territórios arbitrariamente confiscados. Depois disso, ele esperava não ser perturbado enquanto guerreava contra a Escócia.

### A disputa por Guiena: um problema de soberania

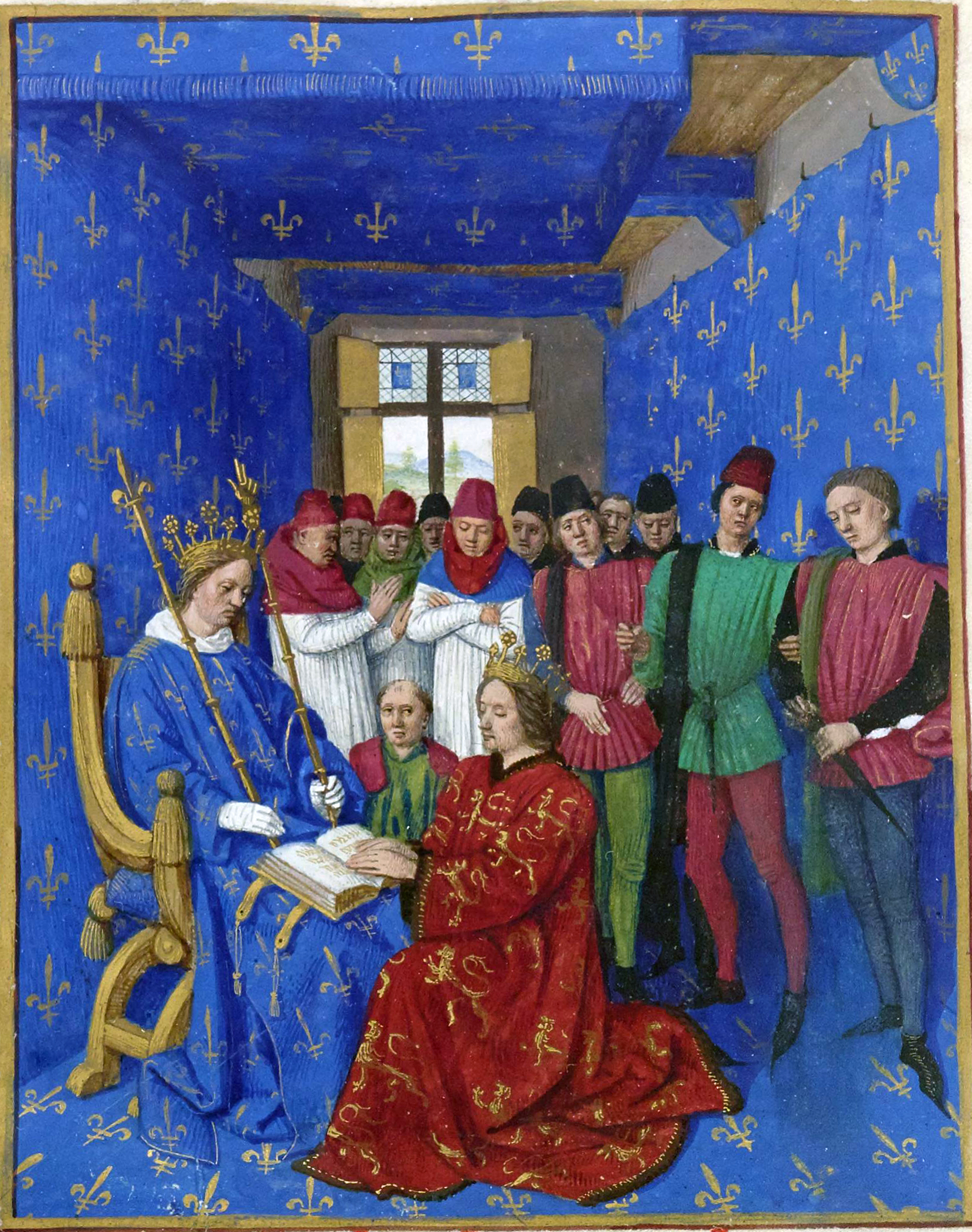
Homenagem de Eduardo I da Inglaterra (ajoelhado) a Filipe IV da França (sentado), 1286. Como o duque de Aquitânia, Eduardo também era vassalo do rei francês (pintura de Jean Fouquet das Grandes Chroniques de France na Biblioteca Nacional da França, Paris)

As tensões entre as monarquias francesa e inglesa remontam à conquista normanda da Inglaterra em 1066, na qual o trono inglês foi tomado pelo duque da Normandia, um vassalo do rei da França. Como resultado, a coroa da Inglaterra foi mantida por uma sucessão de nobres que já possuíam terras na França, o que os colocou entre os súditos mais poderosos do rei francês, pois agora podiam recorrer ao poder econômico da Inglaterra para fazer valer seus interesses no continente. Para os reis da França, isso ameaçava perigosamente sua autoridade real, e assim eles constantemente tentavam minar o domínio inglês na França, enquanto os monarcas ingleses lutavam para proteger e expandir suas terras. Esse choque de interesses foi a causa raiz de grande parte do conflito entre as monarquias francesa e inglesa ao longo da era medieval.
A dinastia Anglo-Normanda que governava a Inglaterra desde a conquista normanda de 1066 foi encerrada quando Henrique, filho de Godofredo de Anjou e da imperatriz Matilde, e bisneto de Guilherme, o Conquistador, tornou-se o primeiro dos reis angevinos da Inglaterra em 1154 como Henrique II. Os reis angevinos governaram o que mais tarde ficou conhecido como Império Angevino, que incluía mais território francês do que sob os reis da França. Os angevinos ainda deviam homenagem por esses territórios ao rei francês. A partir do século XI, os angevinos passaram a ter autonomia dentro de seus domínios franceses, neutralizando a questão.
O rei João da Inglaterra herdou os domínios angevinos de seu irmão Ricardo I. No entanto, Filipe II da França agiu decisivamente para explorar as fraquezas de João, tanto legal quanto militarmente, e em 1204 conseguiu assumir o controle de grande parte das possessões continentais angevinas. Após o reinado de João, a Batalha de Bouvines (1214), Guerra de Saintonge (1242) e, finalmente, a Guerra de Saint-Sardos (1324), as propriedades do rei inglês no continente, como Duque de Aquitânia, foram limitadas aproximadamente às províncias de Gasconha.
A disputa sobre Guiena é ainda mais importante do que a questão dinástica para explicar a eclosão da guerra. Guiena representou um problema significativo para os reis da França e da Inglaterra: Eduardo III de Inglaterra era um vassalo de Filipe VI da França por causa de suas posses francesas e foi obrigado a reconhecer a suserania do rei da França sobre elas. Em termos práticos, um julgamento em Guiena pode estar sujeito a um recurso para a corte real francesa. O rei da França tinha o poder de revogar todas as decisões legais tomadas pelo rei da Inglaterra na Aquitânia, o que era inaceitável para os ingleses. Portanto, a soberania sobre Guiena foi um conflito latente entre as duas monarquias por várias gerações.
Durante a Guerra de Saint-Sardos, Carlos de Valois, pai de Filipe VI, invadiu a Aquitânia em nome de Carlos IV e conquistou o ducado após uma insurreição local, que os franceses acreditavam ter sido incitada por Eduardo II da Inglaterra. Carlos IV concordou relutantemente em devolver este território em 1325. Para recuperar seu ducado, Eduardo II teve que se comprometer: enviou seu filho, o futuro Eduardo III, para prestar homenagem.
O rei da França concordou em restaurar Guiena, menos Agen, mas os franceses atrasaram o retorno das terras, o que ajudou Filipe VI. Em 6 de junho de 1329, Eduardo III finalmente prestou homenagem ao rei da França. No entanto, na cerimônia, Filipe VI registrou que a homenagem não se devia aos feudos destacados do ducado de Guiena por Carlos IV (especialmente Agen). Para Eduardo, a homenagem não implicava a renúncia de sua reivindicação às terras extorquidas.

### Gasconha sob o rei da Inglaterra

França em 1330
França antes de 1214
Aquisições francesas até 1330
Inglaterra e Guiena/Gasconha a partir de 1330

No século XI, a Gasconha no sudoeste da França foi incorporada à Aquitânia (também conhecida como Guyenne ou Guiena) e formou com ela a província de Guiena e Gasconha. Os reis angevinos da Inglaterra tornaram-se duques da Aquitânia depois que Henrique II se casou com a ex-rainha da França, Leonor da Aquitânia, em 1152, a partir do qual as terras foram mantidas em vassalagem à coroa francesa. No século XIII, os termos Aquitânia, Guiena e Gasconha eram praticamente sinônimos.
No início do reinado de Eduardo III em 1 de fevereiro de 1327, a única parte da Aquitânia que permaneceu em suas mãos foi o Ducado da Gasconha. O termo Gasconha passou a ser usado para o território ocupado pelos reis angevinos (Plantageneta) da Inglaterra no sudoeste da França, embora ainda usassem o título de Duque da Aquitânia.
Nos primeiros 10 anos do reinado de Eduardo III, a Gasconha foi um grande ponto de atrito. Os ingleses argumentaram que, como Carlos IV da França não agiu de maneira adequada em relação ao seu inquilino, Eduardo III deveria poder manter o ducado livre de qualquer suserania francesa. Este argumento foi rejeitado pelos franceses, então, em 1329, Eduardo III, de 17 anos, prestou homenagem a Filipe VI da França. A tradição exigia que os vassalos abordassem seu suserano desarmados, com a cabeça descoberta. Eduardo III protestou participando da cerimônia usando sua coroa e espada. Mesmo após essa promessa de homenagem, os franceses continuaram a pressionar a administração inglesa.
A Gasconha não foi o único ponto sensível. Um dos conselheiros influentes de Eduardo III foi Roberto III de Artésia. Roberto III era um exilado da corte francesa, tendo se desentendido com Filipe VI por causa de uma reivindicação de herança. Ele instou Eduardo III a iniciar uma guerra para recuperar a França e foi capaz de fornecer informações extensas sobre a corte francesa.

### Aliança Franco-Escocesa
A França era aliada do Reino da Escócia, pois os reis ingleses tentaram por algum tempo subjugar a área. Em 1295, um tratado foi assinado entre a França e a Escócia durante o reinado de Filipe IV da França, conhecido como Velha Aliança. Carlos IV da França renovou formalmente o tratado em 1326, prometendo à Escócia que a França apoiaria os escoceses se a Inglaterra invadisse seu país. Da mesma forma, a França teria o apoio da Escócia se seu próprio reino fosse atacado. Eduardo III de Inglaterra não poderia ter sucesso em seus planos para a Escócia se os escoceses pudessem contar com o apoio francês.
Filipe VI da França havia reunido uma grande frota naval ao largo de Marselha como parte de um plano ambicioso para uma cruzada à Terra Santa. No entanto, o plano foi abandonado e a frota, incluindo elementos da marinha escocesa, mudou-se para o Canal da Mancha na Normandia em 1336, ameaçando a Inglaterra. Para lidar com esta crise, Eduardo III propôs que os ingleses levantassem dois exércitos, um para lidar com os escoceses "em um momento adequado", o outro para prosseguir imediatamente para a Gasconha. Ao mesmo tempo, embaixadores deveriam ser enviados à França com uma proposta de tratado para o rei francês.

## Começo da guerra: 1337-1360

Mapa animado mostrando o progresso da guerra (mudanças territoriais e as batalhas mais importantes entre 1337 e 1453)

### Fim da homenagem
No final de abril de 1337, Filipe VI da França foi convidado a conhecer a delegação da Inglaterra, mas recusou. A Arrière-ban, literalmente um chamado às armas, foi proclamada em toda a França a partir de 30 de abril de 1337. Então, em maio de 1337, Filipe VI se reuniu com seu Grande Conselho em Paris. Foi acordado que o Ducado da Aquitânia, efetivamente Gasconha, deveria ser levado de volta às mãos do rei, alegando que Eduardo III da Inglaterra estava violando suas obrigações como vassalo e havia abrigado o 'inimigo mortal' do rei, Roberto III de Artésia. Eduardo III respondeu ao confisco da Aquitânia desafiando o direito de Filipe VI ao trono francês.
Quando Carlos IV da França morreu, Eduardo III havia reivindicado a sucessão do trono francês, por direito de sua mãe Isabel (irmã de Carlos IV), filha de Filipe IV da França. Qualquer reivindicação foi considerada invalidada pela homenagem de Eduardo III a Filipe VI em 1329. Eduardo III reviveu sua reivindicação e em 1340 assumiu formalmente o título de 'Rei da França e as Armas Reais Francesas'.
Em 26 de janeiro de 1340, Eduardo III recebeu formalmente a homenagem de Guy, meio-irmão do Conde de Flandres. As autoridades cívicas de Gante, Ypres e Bruges proclamaram Eduardo III, rei da França. O objetivo de Eduardo III era fortalecer suas alianças com a região dos Países Baixos. Seus partidários poderiam alegar que eram leais ao "verdadeiro" rei da França e não eram rebeldes contra Filipe VI. Em fevereiro de 1340, Eduardo III retornou à Inglaterra para tentar arrecadar mais fundos e também lidar com dificuldades políticas.
As relações com a Flandres também estavam ligadas ao comércio de lã inglês, já que as principais cidades de Flandres dependiam fortemente da produção têxtil e a Inglaterra fornecia grande parte da matéria-prima de que precisavam. Eduardo III ordenou que seu chanceler se sentasse no saco de lã no conselho como um símbolo da preeminência do comércio de lã. Na época, havia cerca de 110 000 ovelhas apenas em Sussex. Os grandes mosteiros medievais ingleses produziam grandes excedentes de lã que eram vendidos para a Europa continental. Sucessivos governos conseguiram fazer grandes somas de dinheiro tributando-o. O poder marítimo da França levou a perturbações econômicas para a Inglaterra, diminuindo o comércio de lã para Flandres e o comércio de vinho da Gasconha.

### Canal da Mancha e a Bretanha

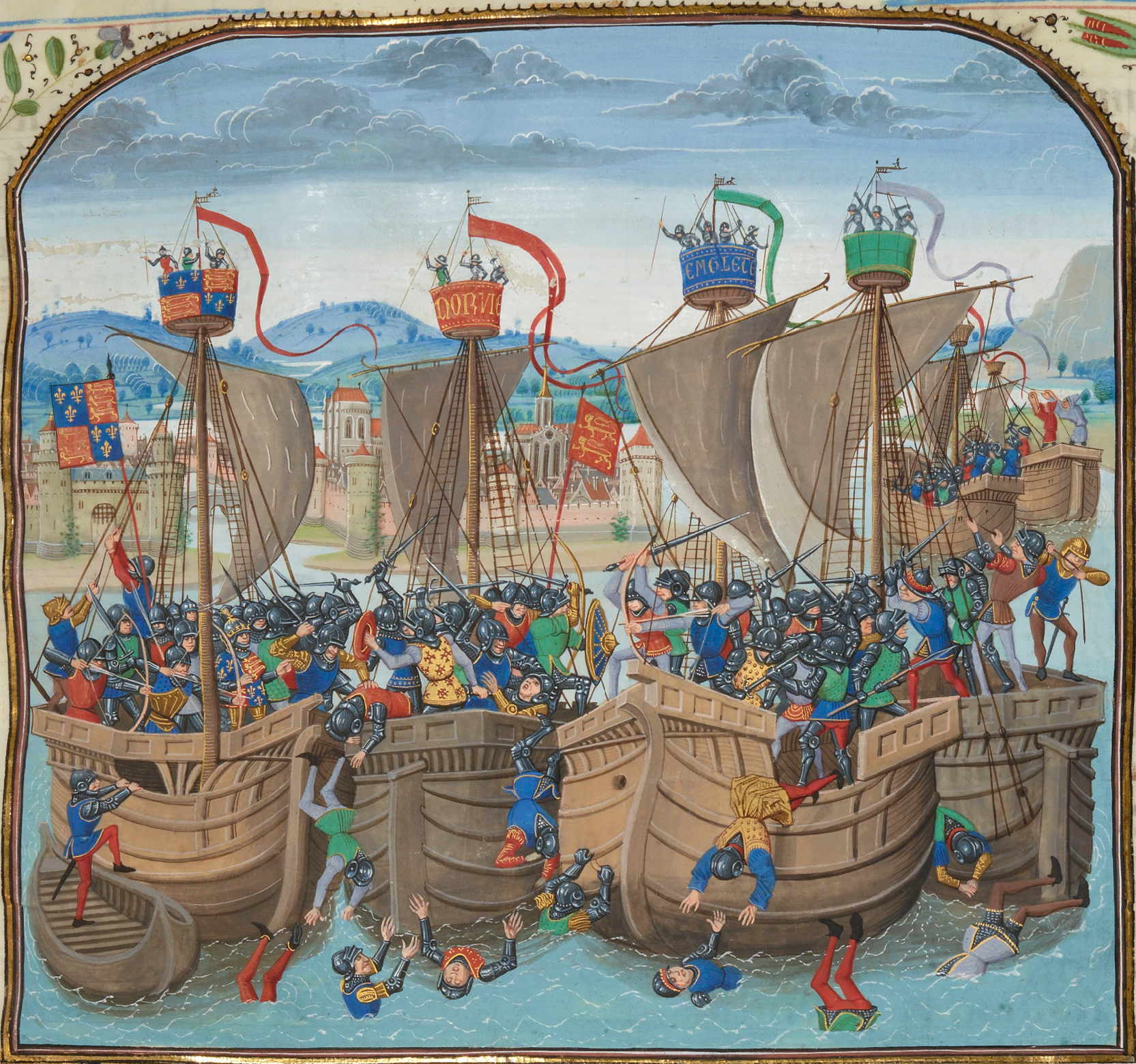
Batalha de Sluys de um manuscrito das Crônicas de Froissart, c. 1470

Em 22 de junho de 1340, Eduardo III de Inglaterra e sua frota partiram da Inglaterra e no dia seguinte chegaram ao estuário de Zwin. A frota francesa assumiu uma formação defensiva ao largo do porto de Sluis. A frota inglesa enganou os franceses fazendo-os acreditar que estavam se retirando. Quando o vento virou no final da tarde, os ingleses atacaram com o vento e o sol atrás deles. A frota francesa foi quase completamente destruída no que ficou conhecido como a Batalha de Sluys.
A Inglaterra dominou o Canal da Mancha pelo resto da guerra, evitando invasões francesas. Neste ponto, os fundos de Eduardo III acabaram e a guerra provavelmente teria terminado se não fosse pela morte de João III, Duque da Bretanha em 1341 precipitando uma disputa de sucessão entre o meio-irmão do duque João de Montfort e Carlos de Blois, sobrinho de Filipe VI da França.
Em 1341, o conflito sobre a sucessão do Ducado da Bretanha iniciou a Guerra da Sucessão Bretã, na qual Eduardo III apoiou João de Montfort e Filipe VI apoiou Carlos de Blois. A ação para os próximos anos se concentrou em uma luta de ida e volta na Bretanha. A cidade de Vannes, na Bretanha, mudou de mãos várias vezes, enquanto outras campanhas na Gasconha tiveram sucesso misto para ambos os lados. O Montfort, apoiado pelos ingleses, finalmente conseguiu tomar o ducado, mas não até 1364.

### Batalha de Crécy e a tomada de Calais

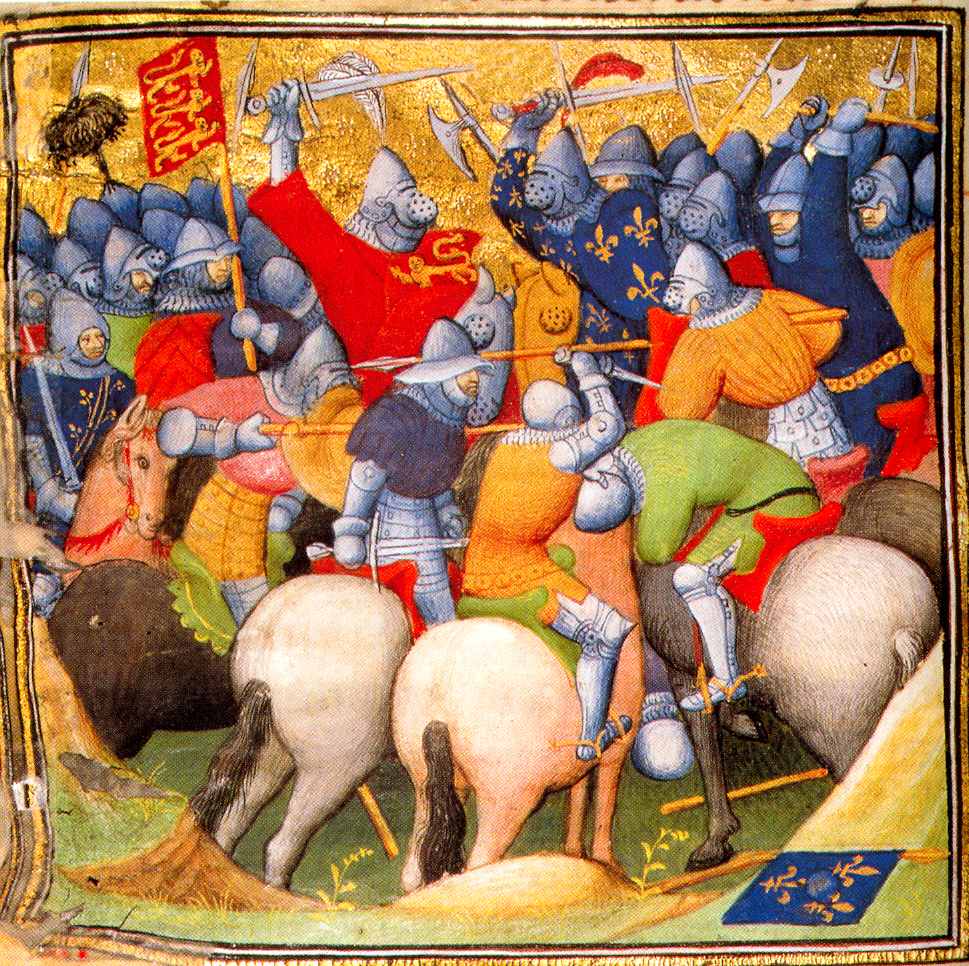
Batalha de Crécy, 1346, das Grandes Chroniques de France, Biblioteca Britânica, Londres

Em julho de 1346, Eduardo III da Inglaterra montou uma grande invasão através do Canal da Mancha desembarcando em Cotentin, na Normandia, em St. Vaast. O exército inglês capturou a cidade de Caen em apenas um dia, surpreendendo os franceses. Filipe VI da França reuniu um grande exército para se opor a Eduardo III, que optou por marchar para o norte em direção à região dos Países Baixos, saqueando enquanto avançava. Ele alcançou o rio Sena para encontrar a maioria das travessias destruídas. Ele se moveu cada vez mais para o sul, preocupantemente perto de Paris, até encontrar a travessia em Poissy. Isso só havia sido parcialmente destruído, então os carpinteiros de seu exército foram capazes de consertá-lo. Ele então continuou seu caminho para Flandres até chegar ao rio Somme. O exército cruzou em um vau de maré em Blanchetaque, deixando o exército de Filipe VI encalhado. Eduardo III, auxiliado por essa vantagem, continuou seu caminho para Flandres mais uma vez, até que, encontrando-se incapaz de manobrar Filipe VI, Eduardo III posicionou suas forças para a batalha e o exército de Filipe VI atacou.

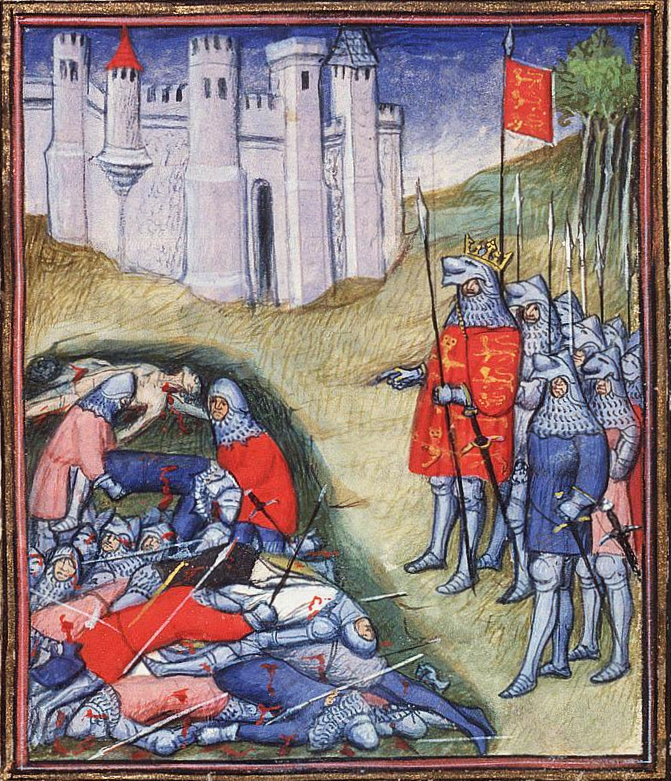
Eduardo III da Inglaterra contando os mortos no campo de Batalha de Crécy

A Batalha de Crécy de 1346 foi um desastre completo para os franceses, em grande parte creditado aos arqueiros usando arco longo inglês e ao rei francês, que permitiram que seu exército atacasse antes que estivesse pronto. Filipe VI apelou a seus aliados escoceses para ajudar com um ataque diversionista ao Inglaterra. O rei David II da Escócia respondeu invadindo o norte da Inglaterra, mas seu exército foi derrotado e ele foi capturado na Batalha de Neville's Cross, em 17 de outubro de 1346. Isso reduziu bastante a ameaça da Escócia.
Na França, Eduardo III seguiu para o norte sem oposição e sitiou a cidade de Calais, no Canal da Mancha, capturando-a em 1347. Isso se tornou um importante ativo estratégico para os ingleses, permitindo-lhes manter as tropas em segurança no norte da França. Calais permaneceria sob controle inglês, mesmo após o fim da Guerra dos Cem Anos, até o bem-sucedido cerco francês em 1558.

### Batalha de Poitiers
A Peste Negra, que acabara de chegar a Paris em 1348, começou a devastar a Europa. Em 1355, depois que a praga passou e a Inglaterra conseguiu se recuperar financeiramente, o filho e homônimo do rei Eduardo III da Inglaterra, o Príncipe de Gales, mais tarde conhecido como Eduardo, o Príncipe Negro, liderou um Chevauchée da Gasconha para a França, durante o qual ele saqueou Avignonet, Castelnaudary, Carcassona e Narbona. No ano seguinte, durante outro Chevauchée, ele devastou Auvérnia, Limusino e Berry, mas não conseguiu tomar Burges. Ele ofereceu termos de paz ao rei João II da França (conhecido como João, o Bom), que o flanqueou perto de Poitiers, mas se recusou a se render como preço de sua aceitação.
Isso levou à Batalha de Poitiers (19 de setembro de 1356), onde o exército do Príncipe Negro derrotou os franceses. Durante a batalha, o nobre Gascon João III de Grailly liderou uma unidade montada que estava escondida em uma floresta. O avanço francês foi contido, momento em que de Grailly liderou um movimento de flanco com seus cavaleiros cortando a retirada francesa e conseguindo capturar o rei João II e muitos de seus nobres. Com João II como refém, seu filho, o Delfim (que mais tarde se tornaria Carlos V da França), assumiu os poderes do rei como regente.
Após a Batalha de Poitiers, muitos nobres e mercenários franceses se revoltaram, e o caos reinou. Um relato contemporâneo relatou:

... tudo adoeceu com o reino e o Estado foi desfeito. Ladrões e saqueadores se levantaram por toda parte na terra. Os nobres desprezavam e odiavam todos os outros e não pensavam na utilidade e lucro de senhores e homens. Eles subjugaram e despojaram os camponeses e os homens das aldeias. De modo algum eles defenderam seu país de seus inimigos; em vez disso, eles os pisotearam, roubando e saqueando os bens dos camponeses...

Das Crônicas de Jean de Venette''

### Campanha de Reims e a Segunda-Feira Negra

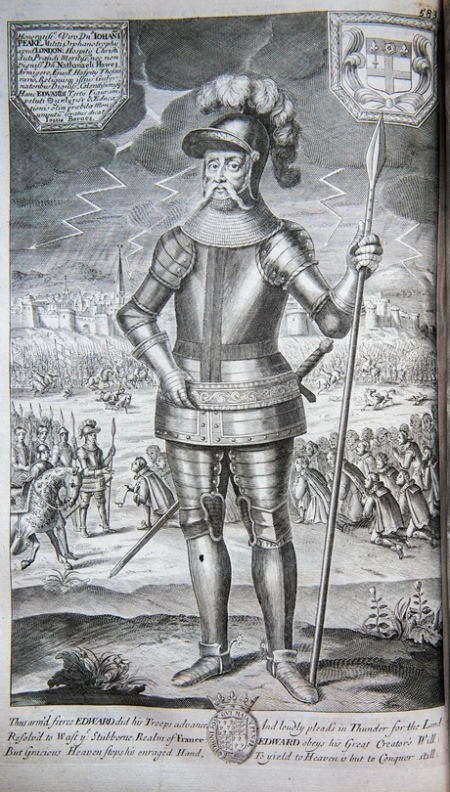
Segunda-Feira Negra, granizo e relâmpagos devastam o exército inglês em Chartres

Eduardo III da Inglaterra invadiu a França, pela terceira e última vez, na esperança de capitalizar o descontentamento e tomar o trono. A estratégia do Delfim da França era a de não envolvimento com o exército inglês em campo. No entanto, Eduardo III queria a coroa e escolheu a cidade catedral de Reims para sua coroação (Reims era a cidade tradicional da coroação). No entanto, os cidadãos de Reims construíram e reforçaram as defesas da cidade antes da chegada de Eduardo III e seu exército. Eduardo III sitiou a cidade por cinco semanas, mas as defesas resistiram e não houve coroação. Eduardo III foi para Paris, mas recuou depois de algumas escaramuças nos subúrbios. Em seguida foi a cidade de Chartres.
O desastre ocorreu em uma tempestade de granizo no exército acampado, causando mais de 1 000 mortes inglesas, a chamada Segunda-Feira Negra na Páscoa de 1360. Isso devastou o exército de Eduardo III e o forçou a negociar quando abordado pelos franceses. Uma conferência foi realizada em Brétigny que resultou no Tratado de Brétigny (8 de maio de 1360). O tratado foi ratificado em Calais em outubro. Em troca do aumento das terras na Aquitânia, Eduardo III renunciou à Normandia, Turene, Anjou e Maine e consentiu em reduzir o resgate do rei João II da França em um milhão de coroas. Eduardo III também abandonou sua reivindicação à coroa da França.

## Primeira paz: 1360-1369

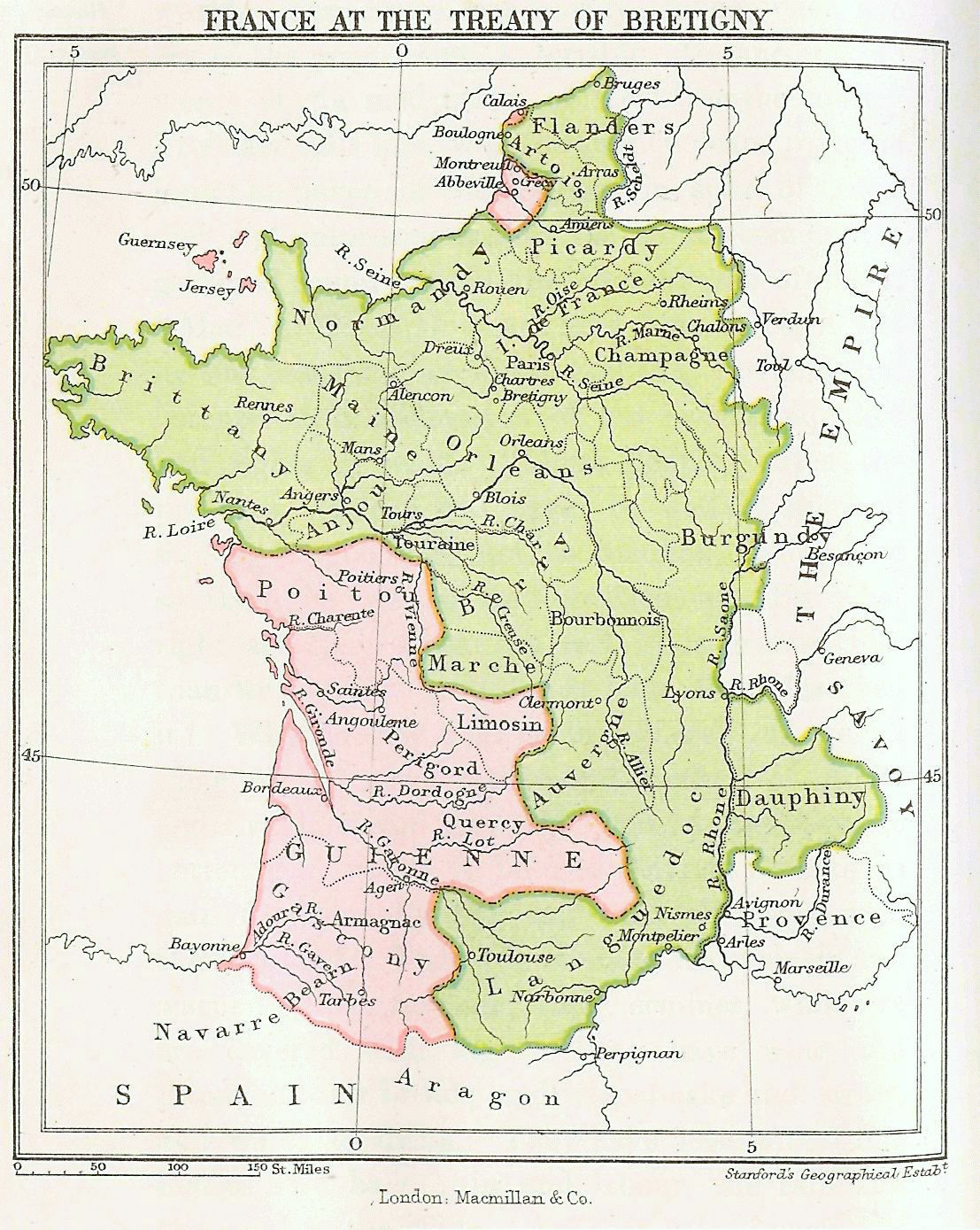
França no Tratado de Brétigny, propriedades inglesas em vermelho claro

O rei francês, João II da França, tinha sido mantido em cativeiro na Inglaterra. O Tratado de Brétigny estabeleceu seu resgate em 3 milhões de coroas e permitiu que reféns fossem mantidos no mesmo lugar de João II. Os reféns incluíam dois de seus filhos, vários príncipes e nobres, quatro cidadãos de Paris e dois cidadãos de cada uma das dezenove principais cidades da França. Enquanto esses reféns eram mantidos, João II retornou à França para tentar arrecadar fundos para pagar o resgate. Em 1362, o filho de João II, Luís I, Duque de Anjou, refém em Calais, controlado pelos ingleses, escapou do cativeiro. Assim, com a partida de seu refém substituto, João II sentiu-se obrigado a retornar ao cativeiro na Inglaterra.
A coroa francesa estava em desacordo com Navarra (perto do sul da Gasconha) desde 1354, e em 1363 os navarros usaram o cativeiro de João II em Londres e a fraqueza política do Delfim da França para tentar tomar o poder. Embora não houvesse um tratado formal, Eduardo III da Inglaterra apoiou os movimentos de Navarra, principalmente porque havia uma perspectiva de que ele pudesse ganhar o controle sobre as províncias do norte e do oeste como consequência. Com isso em mente, Eduardo III deliberadamente retardou as negociações de paz. Em 1364, João II morreu em Londres, enquanto ainda em cativeiro honorável. Carlos V o sucedeu como rei da França. Em 16 de maio, um mês após a ascensão do Delfim e três dias antes de sua coroação como Carlos V, os navarros sofreram uma derrota esmagadora na Batalha de Cocherel.

## Ascendência francesa sob Carlos V: 1369-1389

### Aquitânia e Castela
Em 1366 houve uma guerra civil de sucessão em Castela (parte da atual Espanha). As forças do governante Pedro I de Castela foram lançadas contra as de seu meio-irmão Henrique de Trastámara. A coroa inglesa apoiou Pedro I; os franceses apoiaram Henrique. As forças francesas foram lideradas por Bertrand du Guesclin, um bretão, que ascendeu de origens relativamente humildes à proeminência como um dos líderes de guerra da França. Carlos V forneceu uma força de 12 000, com du Guesclin à frente, para apoiar Trastámara em sua invasão de Castela.

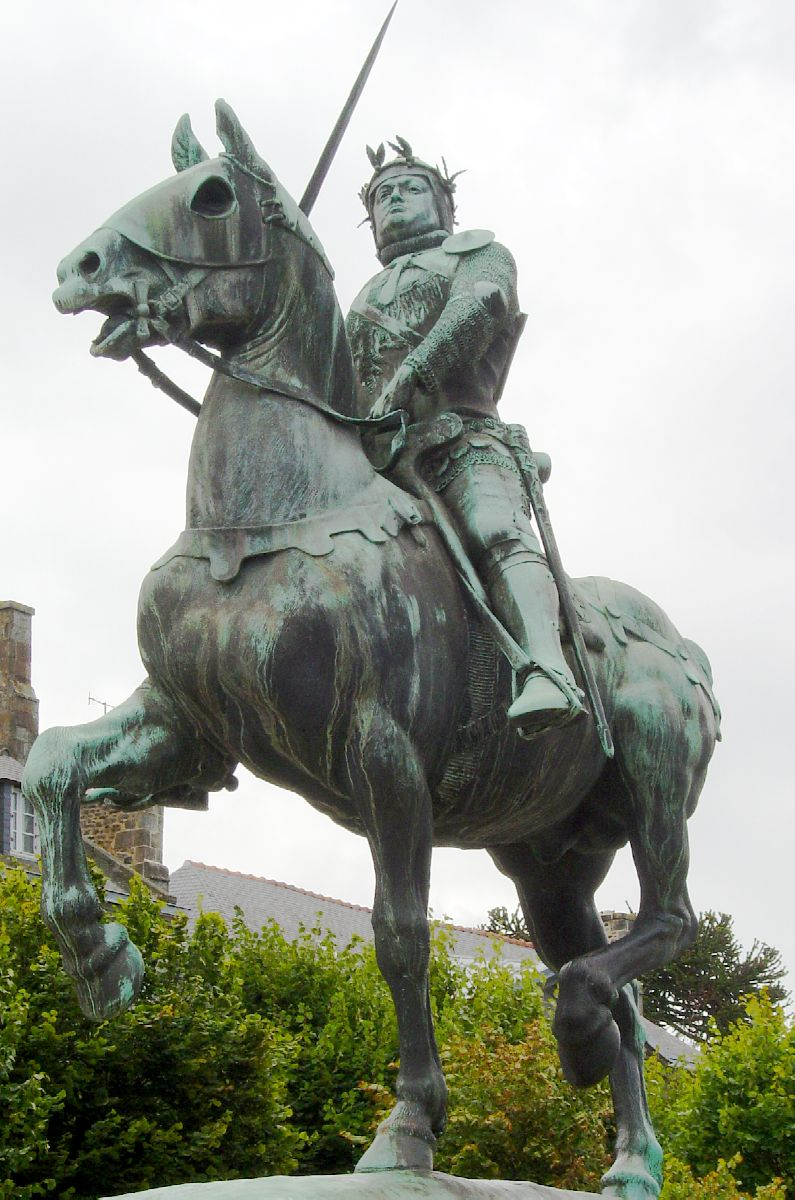
Estátua de Bertrand du Guesclin em Dinan

Pedro I apelou para a Inglaterra e o Eduardo, o Príncipe Negro da Aquitânia por ajuda, mas nenhuma ajuda foi recebida, forçando Pedro I ao exílio na Aquitânia. O Príncipe Negro já havia concordado em apoiar as reivindicações de Pedro I, mas as preocupações com os termos do Tratado de Brétigny o levaram a ajudar Pedro I como representante da Aquitânia, em vez da Inglaterra. Ele então liderou um exército Anglo-Gascão em Castela. Pedro I foi restaurado ao poder depois que o exército de Trastámara foi derrotado na Batalha de Nájera.
Embora os castelhanos tivessem concordado em financiar o Príncipe Negro, eles não o fizeram. O príncipe estava sofrendo com problemas de saúde e voltou com seu exército para a Aquitânia. Para pagar as dívidas contraídas durante a campanha de Castela, o príncipe instituiu um imposto de lareira. Arnaud Amanieu d'Albret, senhor de Albret, lutou ao lado do Príncipe Negro durante a guerra. Albret, que já estava descontente com o influxo de administradores ingleses na Aquitânia ampliada, recusou-se a permitir que o imposto fosse cobrado em seu feudo. Ele então se juntou a um grupo de senhores da Gasconha que apelaram a Carlos V da França por apoio em sua recusa em pagar o imposto. Carlos V convocou um senhor da Gasconha e o Príncipe Negro para ouvir o caso em seu Supremo Tribunal em Paris. O Príncipe Negro respondeu que iria para Paris com 60 000 homens atrás dele. A guerra estourou novamente e Eduardo III da Inglaterra reclamou o título de rei da França. Carlos V declarou que todas as possessões inglesas na França foram confiscadas e, antes do final de 1369, toda a Aquitânia estava em plena revolta.
Com a saída do Príncipe Negro de Castela, Henrique de Trastámara liderou uma segunda invasão que terminou com a morte de Pedro I na Batalha de Montiel em março de 1369. O novo regime castelhano forneceu apoio naval às campanhas francesas contra a Aquitânia e a Inglaterra. Em 1372, a frota castelhana derrotou a frota inglesa na Batalha de La Rochelle.

### Campanha de João de Gante de 1373
Em agosto de 1373, João de Gante, acompanhado por João V de Bretanha, duque da Bretanha liderou uma força de 9 000 homens de Calais em um chevauchée. Embora inicialmente bem-sucedidos, pois as forças francesas não estavam suficientemente concentradas para se opor a eles, os ingleses encontraram mais resistência à medida que se deslocavam para o sul. As forças francesas começaram a se concentrar em torno da força inglesa, mas sob as ordens de Carlos V da França, os franceses evitaram uma batalha definida. Em vez disso, eles caíram sobre as forças destacadas do corpo principal para atacar ou pilhar. Os franceses seguiram os ingleses e, em outubro, os ingleses se viram encurralados no rio Allier por quatro forças francesas. Com alguma dificuldade, os ingleses atravessaram a ponte de Moulins, mas perderam toda a sua bagagem e saque. Os ingleses continuaram para o sul através do planalto de Limusino, mas o tempo estava ficando severo. Homens e cavalos morreram em grande número e muitos soldados, forçados a marchar a pé, descartaram suas armaduras. No início de dezembro, o exército inglês entrou em território aliado na Gasconha. No final de dezembro eles estavam em Bordéus, famintos, mal equipados e tendo perdido mais da metade dos 30 000 cavalos com os quais haviam deixado Calais. Embora a marcha pela França tenha sido um feito notável, foi um fracasso militar.

### Tumulto inglês

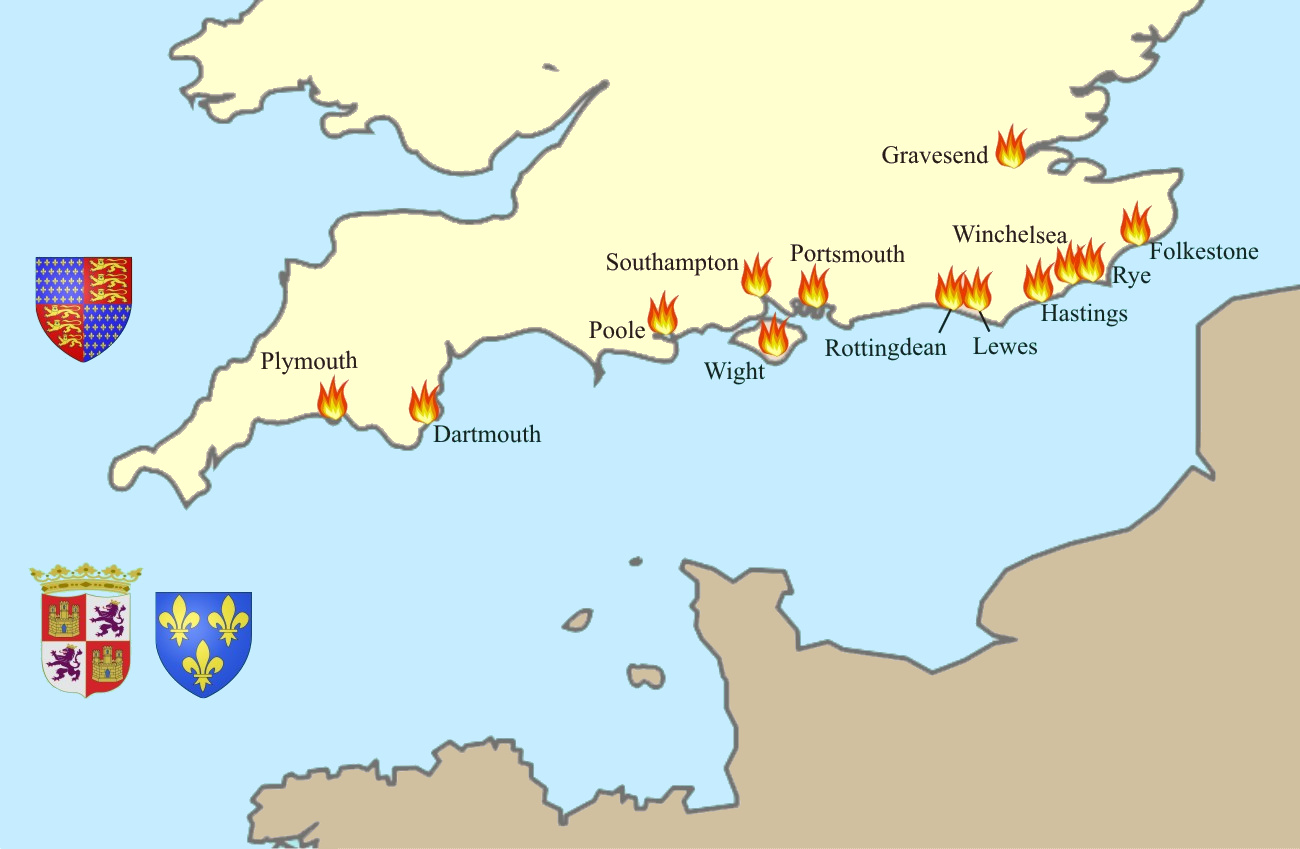
A marinha Franco-Castelhana, liderada pelos almirantes de Vienne e Tovar, conseguiu invadir as costas inglesas pela primeira vez desde o início da Guerra dos Cem Anos

Com sua saúde se deteriorando, Eduardo, o Príncipe Negro retornou à Inglaterra em janeiro de 1371, onde seu pai Eduardo III da Inglaterra era idoso e também com problemas de saúde. A doença do príncipe era debilitante e ele morreu em 8 de junho de 1376. Eduardo III morreu no ano seguinte em 21 de junho de 1377 e foi sucedido pelo segundo filho do Príncipe Negro, Ricardo II da Inglaterra, que ainda tinha 10 anos (Eduardo de Angoulême, o primeiro filho do Príncipe Negro, havia morrido algum tempo antes). O Tratado de Brétigny deixou Eduardo III e a Inglaterra com propriedades ampliadas na França, mas um pequeno exército profissional francês sob a liderança de Bertrand du Guesclin empurrou os ingleses de volta; quando Carlos V da França morreu em 1380, os ingleses detinham apenas Calais e alguns outros portos.
Era comum nomear um regente no caso de um monarca criança, mas nenhum regente foi nomeado para Ricardo II, que exerceu nominalmente o poder da realeza a partir da data de sua ascensão em 1377. Entre 1377 e 1380, o poder real estava nas mãos de uma série de conselhos. A comunidade política preferiu isso a uma regência liderada pelo tio do rei, João de Gante, embora Gante permanecesse altamente influente. Ricardo II enfrentou muitos desafios durante seu reinado, incluindo a Revolta dos Camponeses liderada por Wat Tyler em 1381 e uma Guerra Anglo-Escocesa em 1384-1385. Suas tentativas de aumentar os impostos para pagar sua aventura escocesa e para a proteção de Calais contra os franceses o tornaram cada vez mais impopular.

#### Campanha do Conde de Buckingham de 1380
Em julho de 1380, o Tomás de Woodstock, conde de Buckingham comandou uma expedição à França para ajudar o aliado da Inglaterra, o João V, Duque da Bretanha. Os franceses recusaram a batalha diante das muralhas de Troyes em 25 de agosto; As forças de Buckingham continuaram seu chevauchée e em novembro sitiaram Nantes. O apoio esperado do duque da Bretanha não apareceu e diante de graves perdas de homens e cavalos, Buckingham foi forçado a abandonar o cerco em janeiro de 1381. Em fevereiro, reconciliada com o regime do novo rei francês Carlos VI da França pelo Tratado de Guérande, a Bretanha pagou 50 000 francos a Buckingham para que ele abandonasse o cerco e a campanha.

### Tumulto francês
Após as mortes de Carlos V da França e Bertrand du Guesclin em 1380, a França perdeu sua liderança principal e impulso geral na guerra. Carlos VI da França sucedeu seu pai como rei da França aos 11 anos de idade, e assim foi colocado sob uma regência liderada por seus tios, que conseguiram manter um controle efetivo dos assuntos do governo até cerca de 1388, bem depois de Carlos VI ter alcançado a maioridade real.
Com a França enfrentando destruição generalizada, peste e recessão econômica, a alta tributação colocou um fardo pesado sobre o campesinato e as comunidades urbanas francesas. O esforço de guerra contra a Inglaterra dependia em grande parte da tributação real, mas a população estava cada vez mais relutante em pagar por isso, como seria demonstrado nas revoltas de Harelle e Maillotin em 1382. Carlos V havia abolido muitos desses impostos em seu leito de morte, mas tentativas subsequentes de restaurá-los provocaram hostilidade entre o governo francês e a população.
Filipe II da Borgonha, tio do rei francês, reuniu um exército Franco-Borguinhões e uma frota de 1 200 navios perto da cidade de Sluis, na Zelândia, no verão e outono de 1386, para tentar uma invasão da Inglaterra, mas esse empreendimento fracassou. No entanto, o irmão de Filipe II, João de Berry, apareceu deliberadamente atrasado, de modo que o clima de outono impediu que a frota partisse e o exército invasor se dispersasse novamente.
Dificuldades em aumentar impostos e receitas prejudicaram a capacidade dos franceses de combater os ingleses. Nesse ponto, o ritmo da guerra havia diminuído amplamente, e ambas as nações se viram lutando principalmente por meio de guerras por procuração, como durante o interregno português de 1383-1385. O partido da independência do Reino de Portugal, que era apoiado pelos ingleses, venceu os partidários da reivindicação do rei de Castela ao trono português, que por sua vez era apoiado pelos franceses.

## Segunda paz: 1389-1415

França em 1388, pouco antes de assinar uma trégua. Os territórios ingleses são mostrados em vermelho, os territórios franceses são em azul escuro, os territórios papais são em laranja e os vassalos franceses têm as outras cores

A guerra tornou-se cada vez mais impopular entre o público inglês devido aos altos impostos necessários para o esforço de guerra. Esses impostos foram vistos como um dos motivos da Revolta dos Camponeses. A indiferença de Ricardo II da Inglaterra à guerra, juntamente com seu tratamento preferencial de alguns poucos amigos e conselheiros seletos, enfureceu uma aliança de senhores que incluía um de seus tios. Este grupo, conhecido como Lords Appellant, conseguiu apresentar acusações de traição contra cinco dos conselheiros e amigos de Ricardo II no Parlamento Impiedoso. Os Lords Appellant foram capazes de ganhar o controle do conselho em 1388, mas não conseguiram reacender a guerra na França. Embora o testamento estivesse lá, os fundos para pagar as tropas faltavam, então no outono de 1388 o Conselho concordou em retomar as negociações com a coroa francesa, começando em 18 de junho de 1389 com a assinatura da Trégua de Leulinghem de três anos.
Em 1389, o tio e defensor de Ricardo II, João de Gante, retornou de Castela e Ricardo foi capaz de reconstruir seu poder gradualmente até 1397, quando reafirmou sua autoridade e destruiu os três principais entre os Lords Appellant. Em 1399, depois que João de Gante morreu, Ricardo II deserdou o filho de Gante, o exilado Henrique de Bolingbroke. Bolingbroke retornou à Inglaterra com seus partidários, depôs Ricardo II e se coroou Henrique IV da Inglaterra. Na Escócia, os problemas trazidos pela mudança de regime inglês provocaram ataques de fronteira que foram combatidos por uma invasão em 1402 e a derrota de um exército escocês na Batalha de Homildon Hill. Uma disputa sobre os despojos entre Henrique IV e Henry Percy, 1.º Conde de Northumberland, resultou em uma longa e sangrenta luta entre os dois pelo controle do norte da Inglaterra, resolvida apenas com a destruição quase completa da Casa de Percy em 1408.
No País de Gales, Owain Glyndŵr foi declarado Príncipe de Gales em 16 de setembro de 1400. Ele foi o líder da rebelião mais séria e generalizada contra a autoridade da Inglaterra no País de Gales desde a conquista de 1282-1283. Em 1405, os franceses aliaram-se a Glyndŵr e aos castelhanos em Castela; um exército Granco-Galês avançou até Worcester, enquanto os castelhanos usaram Galés para invadir e queimar todo o caminho de Cornualha a Southampton, antes de se refugiar em Harfleur no inverno. A Ascensão de Glyndŵr foi finalmente derrubada em 1415 e resultou na semi-independência galesa por vários anos.

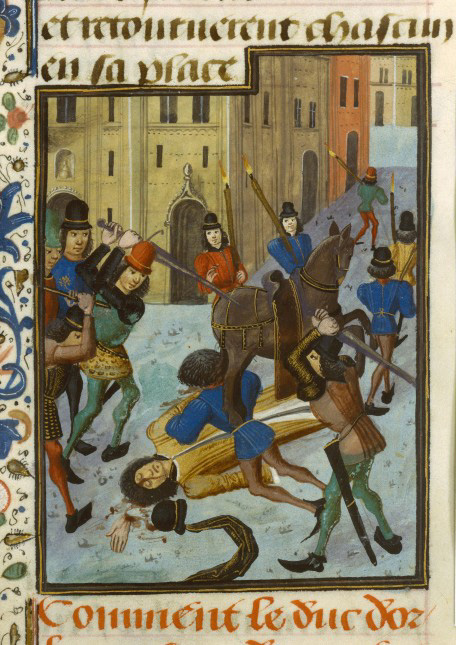
Assassinato de Luís de Valois, Duque de Orleães em Paris em 1407

Em 1392, Carlos VI da França de repente caiu na loucura, forçando a França a uma regência dominada por seus tios e seu irmão. Um conflito pelo controle da regência começou entre seu tio Filipe, o Ousado, Duque de Borgonha e seu irmão, Luís de Valois, Duque de Orleães. Após a morte de Filipe, o Ousado, seu filho e herdeiro João, o Destemido, continuou a luta contra Luís de Valois, mas com a desvantagem de não ter nenhuma relação próxima com o rei. Encontrando-se superado politicamente, João, o Destemido ordenou o assassinato de Luís de Valois em retaliação. Seu envolvimento no assassinato foi rapidamente revelado e a família Armagnacs assumiu o poder político em oposição a João, o Destemido. Em 1410, ambos os lados estavam concorrendo à ajuda das forças inglesas em uma guerra civil. Em 1418, Paris foi tomada pelos borgonheses, que não conseguiram impedir o massacre do Bernardo VII, Conde de Armagnac e seus seguidores por uma multidão parisiense, com um número de mortos estimado entre 1 000 e 5 000.
Ao longo deste período, a Inglaterra enfrentou repetidos ataques de piratas que prejudicaram o comércio e a marinha. Há alguma evidência de que Henrique IV usou a pirataria legalizada pelo estado como uma forma de guerra no Canal da Mancha. Ele usou essas campanhas de corsários para pressionar os inimigos sem arriscar uma guerra aberta. Os franceses responderam na mesma moeda e os piratas franceses, sob proteção escocesa, invadiram muitas cidades costeiras inglesas. As dificuldades domésticas e dinásticas enfrentadas pela Inglaterra e pela França nesse período acalmaram a guerra por uma década. Henrique IV morreu em 1413 e foi substituído por seu filho mais velho, Henrique V de Inglaterra. A doença mental de Carlos VI permitiu que seu poder fosse exercido por príncipes reais cujas rivalidades causaram profundas divisões na França. Em 1414, enquanto Henrique V mantinha a corte em Leicester, ele recebeu embaixadores do Estado da Borgonha. Henrique V credenciou enviados ao rei francês para deixar claras suas reivindicações territoriais na França; ele também exigiu a mão da filha mais nova de Carlos VI, Catarina de Valois. Os franceses rejeitaram suas exigências, levando Henrique V a se preparar para a guerra.

## Retomada da guerra sob Henrique V: 1415-1429

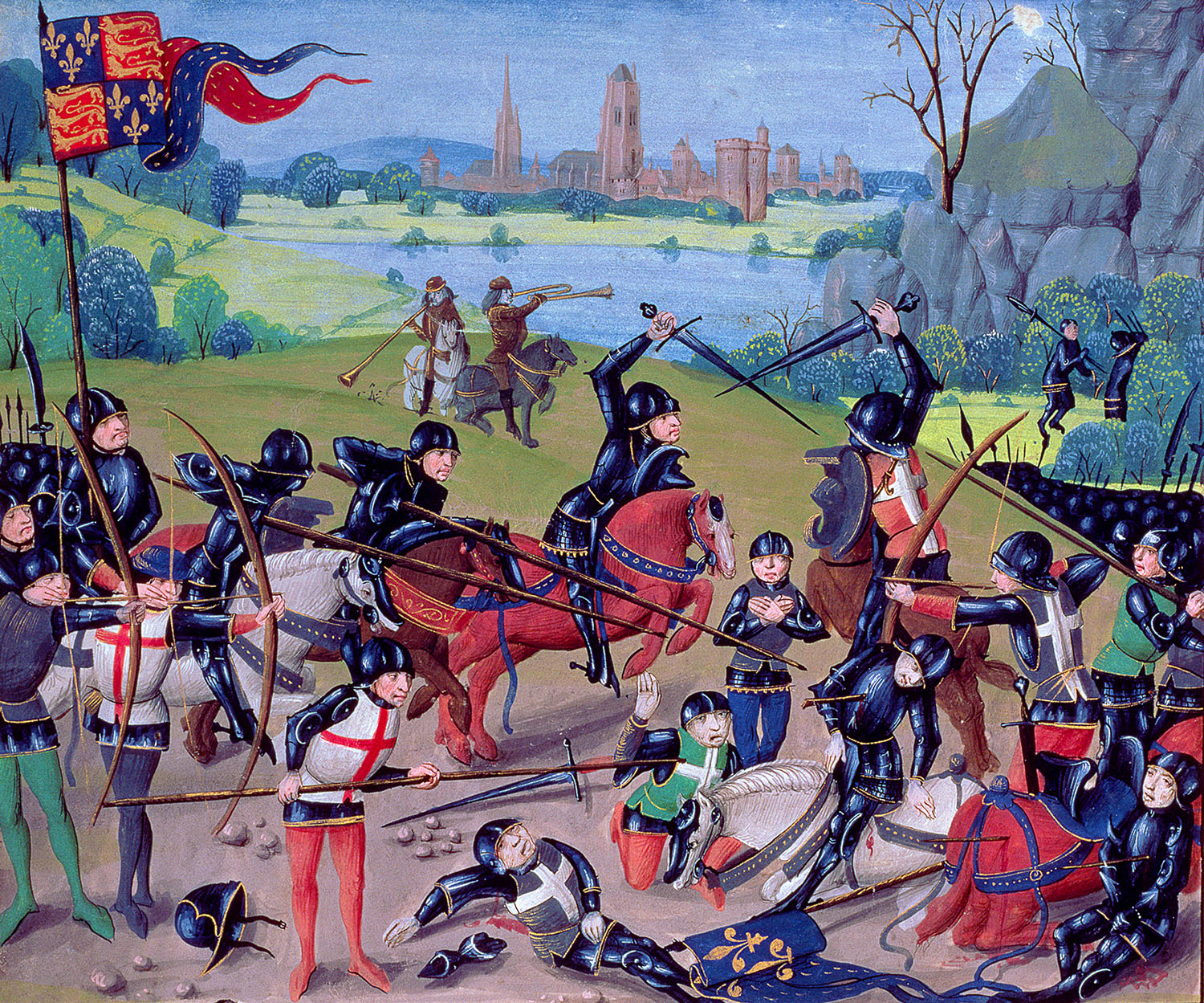
Miniatura do século XV representando a Batalha de Azincourt de 1415

### Aliança da Borgonha e a tomada de Paris

#### Batalha de Azincourt (1415)
Em agosto de 1415, Henrique V partiu da Inglaterra com uma força de cerca de 10 500 homens e sitiou Harfleur, na França. A cidade resistiu por mais tempo do que o esperado, mas finalmente se rendeu em 22 de setembro. Por causa do atraso inesperado, a maior parte da temporada de campanha se foi. Em vez de marchar diretamente para Paris, Henrique V optou por fazer uma expedição de invasão pela França em direção a Calais, já ocupada pelos ingleses. Em uma campanha que lembra Crécy, ele se viu derrotado e com poucos suprimentos e teve que lutar contra um exército francês muito maior na Batalha de Azincourt, ao norte do rio Somme. Apesar dos problemas e de ter uma força menor, sua vitória foi quase total; a derrota francesa foi catastrófica, custando a vida de muitos dos líderes Armagnacs. Cerca de 40% da nobreza francesa foi morta. Henrique V estava aparentemente preocupado que o grande número de prisioneiros levados fosse um risco de segurança (havia mais prisioneiros franceses do que soldados em todo o exército inglês) e ordenou a morte deles.

#### Tratado de Troyes (1420)
Henrique V da Inglaterra retomou grande parte da Normandia, incluindo Caen em 1417, e Rouen em 19 de janeiro de 1419, tornando a Normandia inglesa pela primeira vez em dois séculos. Uma aliança formal foi feita com a Borgonha, que havia tomado Paris após o assassinato do duque João, o Destemido, em 1419. Em 1420, Henrique V se encontrou com o rei Carlos VI da França. Eles assinaram o Tratado de Troyes, pelo qual Henrique V finalmente se casou com a filha de Carlos VI, Catarina de Valois, e os herdeiros de Henrique V herdariam o trono da França. O Delfim, Carlos VII da França, foi declarado ilegítimo. Henrique V entrou formalmente em Paris no final daquele ano e o acordo foi ratificado pelos Estados Gerais (em francês:  Les États-Généraux).

#### Morte do Duque de Clarence (1421)

Escudo do Clã Carmichael com uma lança quebrada comemorando a derrubada do Duque de Clarence, levando à sua morte na Batalha de Baugé

Em 22 de março de 1421, o progresso de Henrique V da Inglaterra em sua campanha francesa sofreu uma reversão inesperada. Henrique V havia deixado seu irmão e herdeiro presuntivo Thomas, Duque de Clarence no comando enquanto ele retornava à Inglaterra. Clarence contratou uma força Franco-Escocesa de 5 000 homens, liderada por Gilbert Motier de La Fayette e John Stewart, Conde de Buchan na Batalha de Baugé. Clarence, contra o conselho de seus tenentes, antes que seu exército estivesse totalmente reunido, atacou com uma força de não mais de 1 500 homens. Então, durante o curso da batalha, ele liderou uma carga de algumas centenas de homens no corpo principal do exército Franco-Escocês, que rapidamente envolveu os ingleses. Na confusão que se seguiu, o escocês, John Carmichael de Douglasdale, quebrou sua lança derrubando o Duque de Clarence de seu cavalo. Uma vez no chão, o duque foi morto por Alexander Buchanan. O corpo do Duque de Clarence foi recuperado do campo por Thomas Montacute, 4.º Conde de Salisbury, que conduziu a retira inglesa.

### Sucesso inglês
Henrique V da Inglaterra retornou à França e foi para Paris, visitando Chartres e Gâtinais antes de retornar a Paris. De lá, ele decidiu atacar a cidade de Meaux, controlada pelo Delfim da França. Acabou sendo mais difícil de superar do que se pensava. O cerco começou por volta de 6 de outubro de 1421, e a cidade resistiu por sete meses antes de finalmente cair em 11 de maio de 1422. No final de maio, Henrique V foi acompanhado por sua rainha e, juntamente com a corte francesa, foram descansar em Senlis. Enquanto estava lá, tornou-se evidente que ele estava doente (possivelmente disenteria), e quando ele partiu para o Alto Loire, ele desviou para o castelo real em Vincennes, perto de Paris, onde morreu em 31 de agosto. O idoso e insano Carlos VI da França morreu dois meses depois, em 21 de outubro. Henrique V deixou um filho único, seu filho de nove meses, Henrique, que mais tarde se tornaria Henrique VI da Inglaterra.
Em seu leito de morte, como Henrique VI era apenas uma criança, Henrique V deu ao João de Lencastre, Duque de Bedford a responsabilidade pela França inglesa. A guerra na França continuou sob o comando de Bedford e várias batalhas foram vencidas. Os ingleses obtiveram uma vitória enfática na Batalha de Verneuil (17 de agosto de 1424). Na Batalha de Baugé, o Tomás de Lencastre, Duque de Clarence correu para a batalha sem o apoio de seus arqueiros. Em Verneuil, os arqueiros lutaram com efeitos devastadores contra o exército Franco-Escocês. O efeito da batalha foi destruir virtualmente o exército de campo do Delfim e eliminar os escoceses como uma força militar significativa para o resto da guerra.

## Vitória francesa: 1429-1453

### Joana d'Arc e o renascimento francês

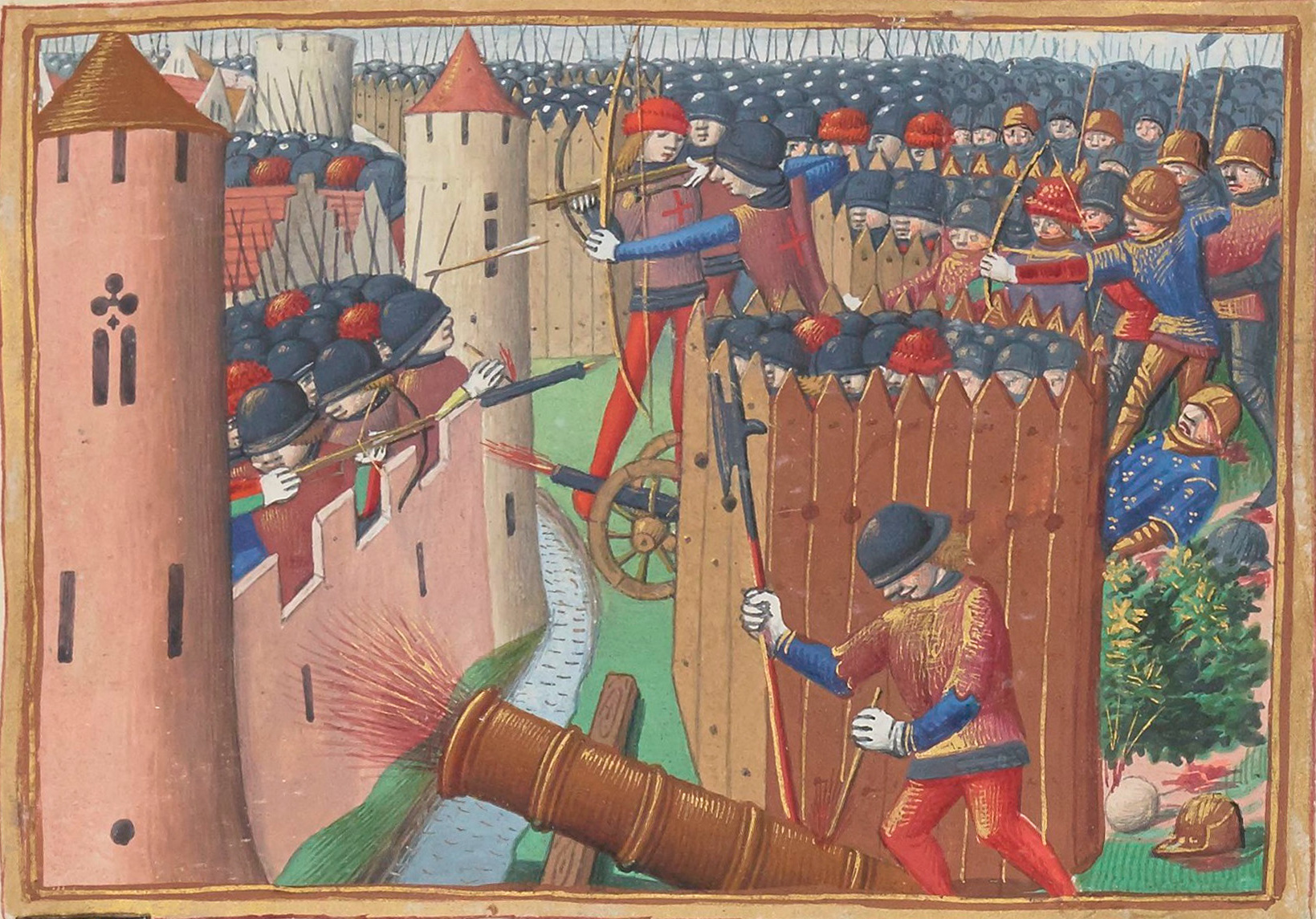
A primeira imagem ocidental de uma batalha com canhões: o Cerco de Orleães em 1429. De Les Vigiles de Charles VII, Biblioteca Nacional da França, Paris

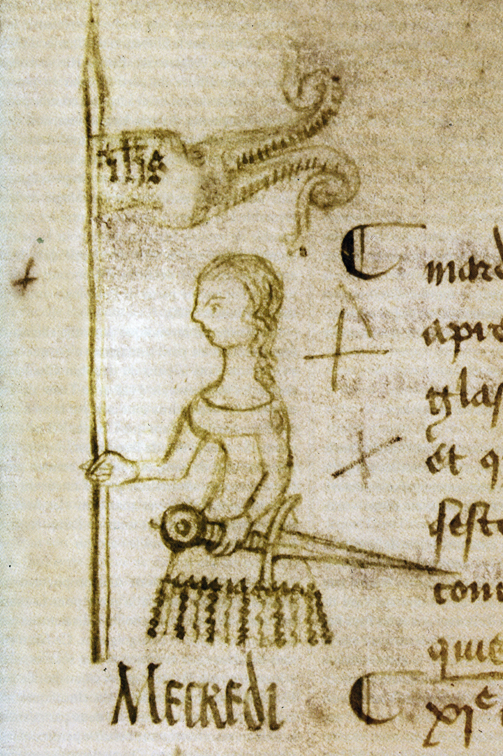
Joana d'Arc (pintura de 1429)

A aparição de Joana d'Arc no Cerco de Orleães provocou um renascimento do espírito francês, e a maré começou a virar contra os ingleses. Os ingleses sitiaram Orleães em 1428, mas sua força foi insuficiente para investir totalmente a cidade. Em 1429, Joana d'Arc persuadiu o Delfim da França a mandá-la para o cerco, dizendo que ela havia recebido visões de Deus dizendo-lhe para expulsar os ingleses. Ela elevou o moral das tropas, e eles atacaram os redutos ingleses, forçando os ingleses a levantar o cerco. Inspirados por Joana d'Arc, os franceses tomaram várias fortalezas inglesas no rio Loire.
Os ingleses recuaram do Vale do Loire, perseguidos por um exército francês. Os ingleses perderam 2 200 homens, e o comandante, John Talbot, 1.º Conde de Shrewsbury, foi feito prisioneiro. Esta vitória abriu o caminho para o Delfim marchar para Reims para sua coroação como Carlos VII da França, em 16 de julho de 1429.
Após a coroação, o exército de Carlos VII não se saiu bem. Uma tentativa francesa de Cerco de Paris foi derrotada em 8 de setembro de 1429, e Carlos VII retirou-se para o Vale do Loire.

### As coroações de Henrique e a deserção da Borgonha
Henrique VI da Inglaterra foi coroado rei da Inglaterra na Abadia de Westminster em 5 de novembro de 1429 e rei da França em Notre-Dame, em Paris, em 16 de dezembro de 1431.
Joana d'Arc foi capturada pelos borgonheses no Cerco de Compiègne em 23 de maio de 1430. Os borgonheses então a transferiram para os ingleses, que organizaram um julgamento liderado por Pedro Cauchon, bispo de Beauvais e colaborador do governo inglês que serviu como membro do Conselho Inglês em Rouen. Joana d'Arc foi condenada e queimada na fogueira em 30 de maio de 1431 (ela foi reabilitada 25 anos depois pelo Papa Calisto III).
Após a morte de Joana d'Arc, os destinos da guerra se voltaram dramaticamente contra os ingleses. A maioria dos conselheiros reais de Henrique VI era contra a paz. Entre as facções, o João de Lencastre, Duque de Bedford queria defender a Normandia, o Humberto de Lencastre, Duque de Gloucester estava comprometido apenas com Calais, enquanto o cardeal Beaufort estava inclinado à paz. As negociações pararam. Parece que no Congresso de Arras, no verão de 1435, onde o duque de Beaufort foi mediador, os ingleses foram irrealistas em suas reivindicações. Poucos dias depois que o congresso terminou em setembro, Filipe III de Borgonha, duque de Borgonha, desertou em favor a Carlos VII da França, assinando o Tratado de Arras que devolveu Paris ao rei da França. Este foi um grande golpe para a soberania inglesa na França. O duque de Bedford morreu em 14 de setembro de 1435 e mais tarde foi substituído por Ricardo, 3.º Duque de Iorque.

### Ressurgência francesa

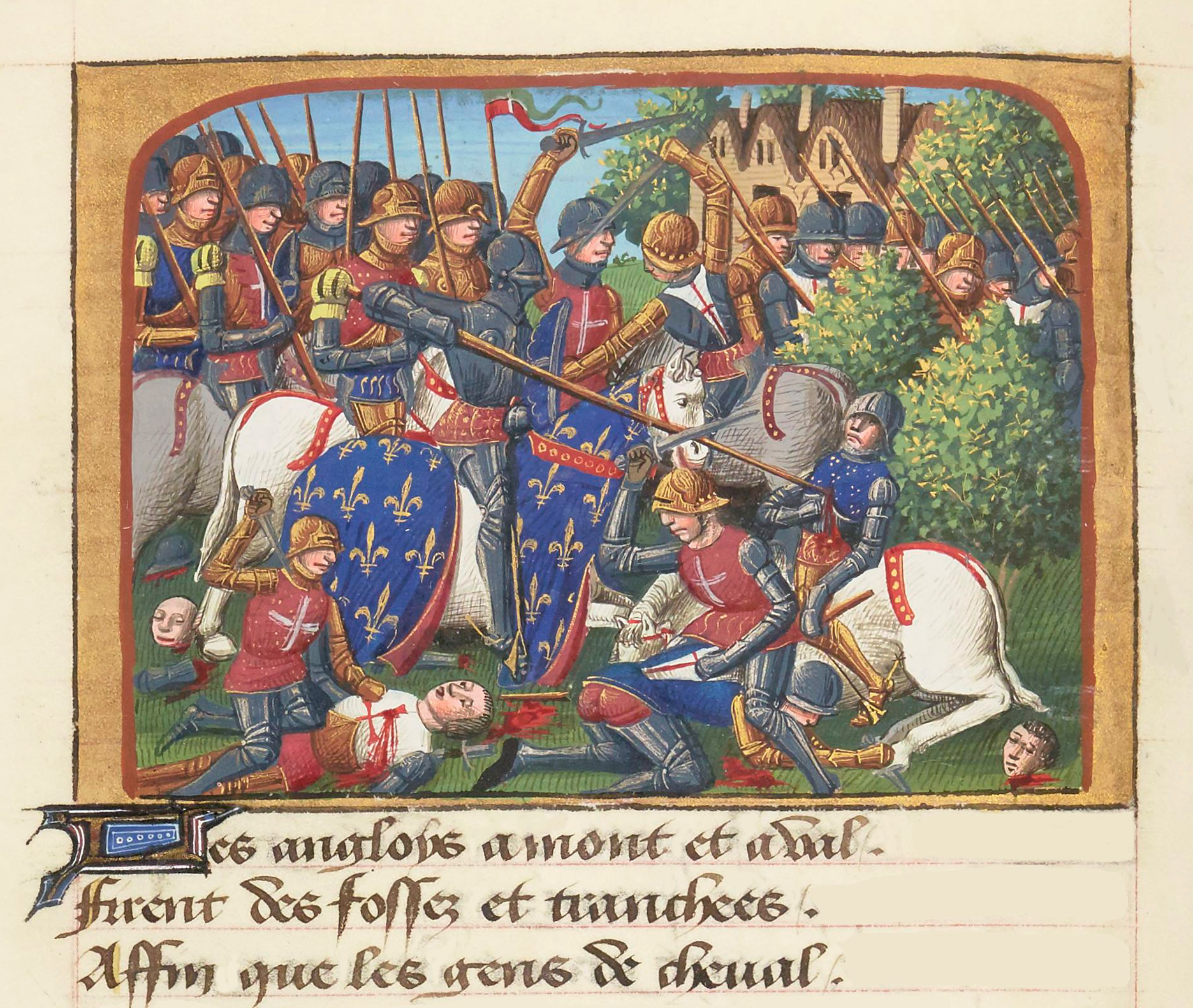
A Batalha de Formigny (1450)

A fidelidade da Borgonha permaneceu inconstante, mas o foco inglês em expandir seus domínios na região dos Países Baixos lhes deixou pouca energia para intervir no resto da França. As longas tréguas que marcaram a guerra deram a Carlos VII da França tempo para centralizar o estado francês e reorganizar seu exército e governo, substituindo suas tropas feudais por um exército profissional mais moderno que poderia fazer bom uso de seus números superiores. Um castelo que uma vez só poderia ser capturado após um cerco prolongado agora cairia após alguns dias do bombardeio de canhões. A artilharia francesa desenvolveu uma reputação como a melhor do mundo.
Em 1449, os franceses retomaram Rouen. Em 1450, o Carlos I, Duque de Bourbon, conde de Clermont e Artur de Richemont, conde de Richmond, da família Montfort (o futuro Artur III, duque da Bretanha), capturou um exército inglês tentando apoiar Caen e o derrotou na Batalha de Formigny em 1450. As forças de Richemont atacaram o exército inglês pelo flanco e pela retaguarda quando estavam prestes a derrotar o exército de Clermont.

### Conquista francesa da Gasconha

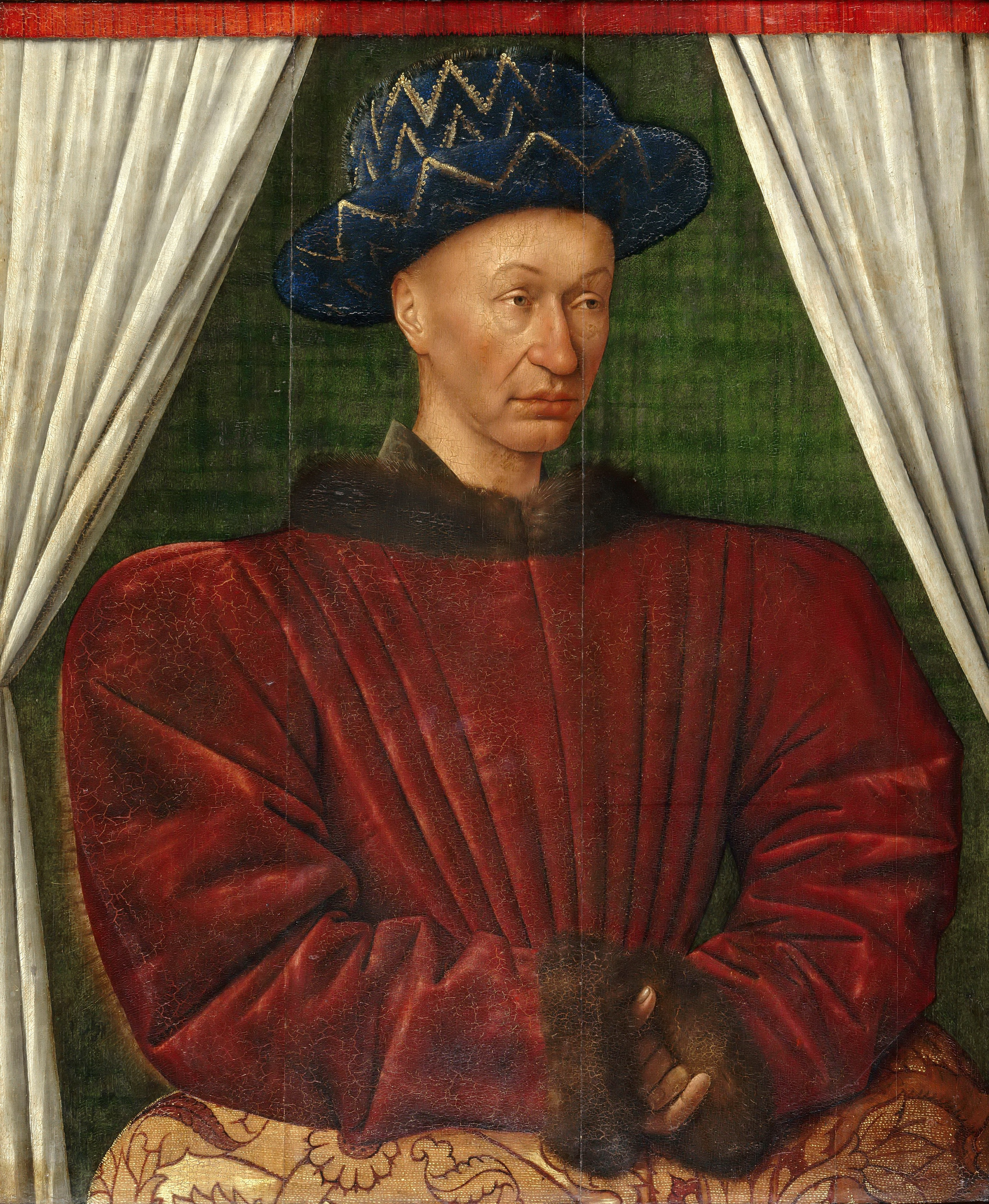
Carlos, o Vitorioso de Jean Fouquet. Louvre, Paris

Após a bem-sucedida campanha de Carlos VII da França na Normandia em 1450, ele concentrou seus esforços na Gasconha, a última província ocupada pelos ingleses. Bordéus, capital da Gasconha, foi sitiada e se rendeu aos franceses em 30 de junho de 1451. Em grande parte devido às simpatias inglesas do povo gascão, isso foi revertido quando John Talbot e seu exército retomaram a cidade em 23 de outubro de 1452. No entanto, os ingleses foram derrotados decisivamente na Batalha de Castillon em 17 de julho de 1453. Talbot foi persuadido a enfrentar o exército francês em Castillon, perto de Bordéus. Durante a batalha, os franceses pareciam recuar em direção ao seu acampamento. O acampamento francês em Castillon havia sido estabelecido pelo oficial de ordenanças de Carlos VII, Jean Bureau, e isso foi fundamental para o sucesso francês, pois quando os canhões franceses abriram fogo, de suas posições no acampamento, os ingleses sofreram graves baixas, perdendo Talbot e seu filho.

### Fim da guerra
Embora a Batalha de Castillon seja considerada a última batalha da Guerra dos Cem Anos, a Inglaterra e a França permaneceram formalmente em guerra por mais 20 anos, mas os ingleses não estavam em posição de continuar a guerra, pois enfrentaram distúrbios em casa. Bordéus caiu para os franceses em 19 de outubro e não houve mais hostilidades depois. Após a derrota na Guerra dos Cem Anos, os proprietários de terras ingleses reclamaram veementemente das perdas financeiras resultantes da perda de suas propriedades continentais; isso é frequentemente considerado uma das principais causas da Guerra das Rosas que começou em 1455.
A Guerra dos Cem Anos quase recomeçou em 1474, quando Carlos, Duque da Borgonha, contando com o apoio inglês, pegou em armas contra Luís XI da França. Luís XI conseguiu isolar os borgonheses comprando Eduardo IV da Inglaterra com uma grande soma em dinheiro e uma pensão anual, no Tratado de Picquigny (1475). O tratado encerrou formalmente a Guerra dos Cem Anos com Eduardo IV renunciando sua reivindicação ao trono da França. No entanto, os futuros reis da Inglaterra (e mais tarde da Grã-Bretanha) continuaram a reivindicar o título até 1803, quando foram abandonados em deferência ao exilado Conde de Provence, rei titular Luís XVIII da França, que vivia na Inglaterra após a Revolução Francesa.
Alguns historiadores usam o termo "A Segunda Guerra dos Cem Anos" como uma periodização para descrever a série de conflitos militares entre a Grã-Bretanha e a França que ocorreram de 1689 (ou alguns dizem 1714) a 1815. Da mesma forma, alguns historiadores se referem à Rivalidade Capetiana-Plantageneta, série de conflitos e disputas que abrangeram um período de 100 anos (1159-1259) como "A Primeira Guerra dos Cem Anos".

## Significância

Territórios da Borgonha (laranja/amarelo) e limites da França (vermelho) após as Guerras da Borgonha

### Significado histórico
A vitória francesa marcou o fim de um longo período de instabilidade que havia sido semeado com a Conquista normanda da Inglaterra em 1066, quando Guilherme, o Conquistador, acrescentou "Rei da Inglaterra" aos seus títulos, tornando-se vassalo (como Duque da Normandia) e igual (como rei da Inglaterra) ao rei da França.
Quando a guerra terminou, a Inglaterra foi despojada de suas possessões continentais, deixando-a apenas com Pale de Calais no continente (até 1558). A guerra destruiu o sonho inglês de uma monarquia conjunta e levou à rejeição na Inglaterra de todas as posses francesas, embora a língua francesa na Inglaterra, que serviu como língua das classes dominantes e do comércio desde a conquista normanda, deixou muitos vestígios no vocabulário inglês. O inglês tornou-se a língua oficial em 1362 e o francês não foi mais usado para o ensino a partir de 1385.
O sentimento nacional que emergiu da guerra unificou ainda mais a França e a Inglaterra. Apesar da devastação em seu solo, a Guerra dos Cem Anos acelerou o processo de transformação da França de uma monarquia feudal em um estado centralizado. Na Inglaterra, os problemas políticos e financeiros que surgiram da derrota foram uma das principais causas da Guerra das Rosas (1455-1487).

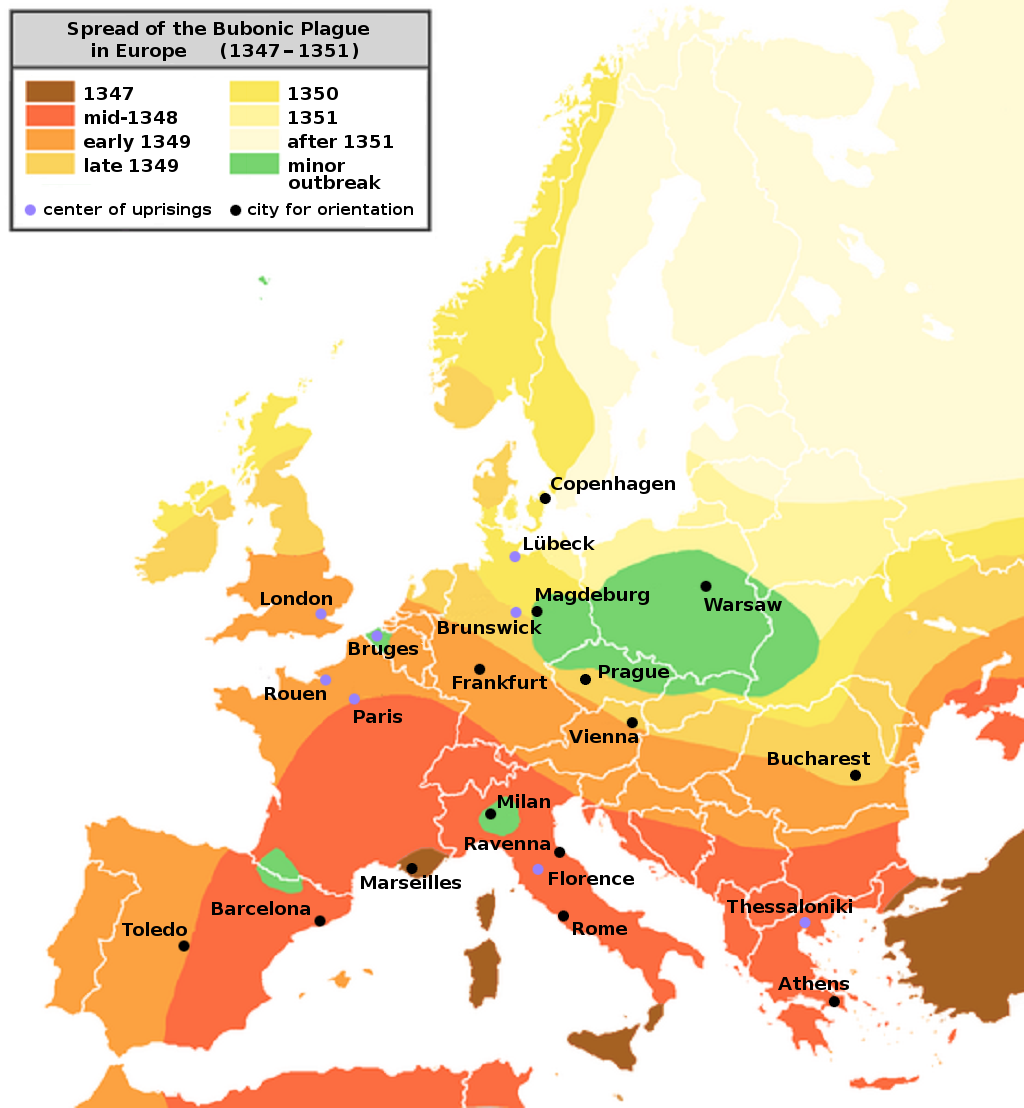
A propagação da Peste Negra (com fronteiras modernas)

O historiador Ben Lowe argumentou em 1997 que a oposição à guerra ajudou a moldar a cultura política moderna da Inglaterra. Embora os porta-vozes antiguerra e pró-paz geralmente não tenham influenciado os resultados na época, eles tiveram um impacto de longo prazo. A Inglaterra mostrou um entusiasmo cada vez menor por conflitos considerados não de interesse nacional, gerando apenas perdas em troca de altos encargos econômicos. Ao comparar essa análise de custo-benefício inglesa com as atitudes francesas, visto que ambos os países sofriam com líderes fracos e soldados indisciplinados, Lowe observou que os franceses entendiam que a guerra era necessária para expulsar os estrangeiros que ocupavam sua pátria. Além disso, os reis franceses encontraram formas alternativas de financiar a guerra, impostos sobre vendas, rebaixando a cunhagem, e eram menos dependentes do que os ingleses das taxas de impostos aprovadas pelas legislaturas nacionais. Os críticos antiguerra ingleses, portanto, tinham mais com que trabalhar do que os franceses.
Uma teoria de 2021 sobre a formação inicial da capacidade estatal é que a guerra interestadual foi responsável por iniciar um forte movimento em direção aos estados que implementam sistemas tributários com capacidades estatais mais altas. Por exemplo, veja a França na Guerra dos Cem Anos, quando a ocupação inglesa ameaçou o reino francês independente. O rei e sua elite governante exigiam tributação consistente e permanente, o que permitiria o financiamento de um exército permanente. A nobreza francesa, que sempre se opôs a tal extensão da capacidade do Estado, concordou com esta situação excepcional. Assim, a guerra interestatal com a Inglaterra aumentou a capacidade do estado francês.
A Peste Negra e a guerra reduziram os números da população em toda a Europa durante esse período. A França perdeu metade de sua população durante a Guerra dos Cem Anos, com a Normandia reduzida em três quartos e Paris em dois terços. Durante o mesmo período, a população da Inglaterra caiu de 20% a 33%.

### Significância militar
O primeiro exército regular permanente na Europa Ocidental desde os tempos romanos foi organizado na França em 1445, em parte como uma solução para as companhias livres de mercenários. As companhias mercenárias tiveram a opção de se juntar ao exército real como Compagnie d'ordonnance em uma base permanente, ou serem caçadas e destruídas se recusassem. A França ganhou um exército permanente total de cerca de 6 000 homens, que foi enviado para eliminar gradualmente os mercenários restantes que insistiam em operar por conta própria. O novo exército permanente tinha uma abordagem mais disciplinada e profissional da guerra do que seus predecessores.
A Guerra dos Cem Anos foi uma época de rápida evolução militar. Armas, táticas, estrutura do exército e o significado social da guerra mudaram, em parte em resposta aos custos da guerra, em parte pelo avanço da tecnologia e em parte pelas lições que a guerra ensinou. O sistema feudal se desintegrou lentamente, assim como o conceito de cavalaria.
No final da guerra, embora a cavalaria pesada ainda fosse considerada a unidade mais poderosa de um exército, o cavalo fortemente blindado teve que lidar com várias táticas desenvolvidas para negar ou mitigar seu uso efetivo em um campo de batalha. Os ingleses começaram a usar tropas montadas levemente blindadas, conhecidas como hobelars. As táticas de Hobelars foram desenvolvidas contra os escoceses, nas guerras anglo-escocesas do século XIV. Hobelars montavam cavalos menores sem armadura, permitindo que eles se movessem por terrenos difíceis ou pantanosos onde a cavalaria mais pesada teria mais dificuldades. Em vez de lutar sentados no cavalo, eles desmontavam para enfrentar o inimigo.

## Figuras importantes

### França
| Brasão de armas | Figura histórica           | Vida                        | Notas                     |
| --------------- | -------------------------- | --------------------------- | ------------------------- |
|                 | Rei Filipe VI              | 1293-1350 Reinou 1328-1350  | Filho de Carlos de Valois |
| Rei João II     | 1319-1364 Reinou 1350-1364 | Filho de Filipe VI          |                           |
| Rei Carlos V    | 1338-1380 Reinou 1364-1380 | Filho de João II            |                           |
|                 | Bertrand du Guesclin       | 1320-1380                   | Comandante                |
|                 | Luís I, Duque de Anjou     | 1339-1384 Regente 1380-1382 | Filho de João II          |
|                 | Rei Carlos VI              | 1368-1422 Reinou 1380-1422  | Filho de Carlos V         |
| Rei Carlos VII  | 1403-1461 Reinou 1422-1461 | Filho de Carlos VI          |                           |
|                 | Joana d'Arc                | 1412-1431                   | Visionário religioso      |
|                 | Étienne de Vignolles       | 1390-1443                   | Comandante                |
|                 | Jean Poton de Xaintrailles | 1390-1461                   | Comandante                |
|                 | John II, Duque de Alençon  | 1409-1476                   | Comandante                |
|                 | Jean de Dunois             | 1402-1468                   | Comandante                |
|                 | Jean Bureau                | 1390-1463                   | Mestre artilheiro         |
|                 | Gilles de Rais             | 1405-1440                   | Comandante                |

### Inglaterra
| Brasão de armas | Figura histórica                             | Vida                                                                         | Notas |
| --------------- | -------------------------------------------- | ---------------------------------------------------------------------------- | --- |
|                 | Isabel da França                             | 1295-1358 Regente da Inglaterra 1327-1330                                    | Rainha consorte da Inglaterra, esposa de Eduardo II, mãe de Eduardo III, regente da Inglaterra, irmã de Carlos IV e filha de Filipe IV da França            |
|                 | Rei Eduardo III                              | 1312-1377 Reinou 1327-1377                                                   | Neto de Filipe IV da França |
|                 | Henrique de Grosmont, Duque de Lencastre     | 1310-1361                                                                    | Comandante |
|                 | Eduardo, o Príncipe Negro, Príncipe de Gales | 1330-1376                                                                    | Filho de Eduardo III |
|                 | João de Gante, Duque de Lencastre            | 1340-1399                                                                    | Filho de Eduardo III |
|                 | Rei Ricardo II                               | 1367-1400 Reinou 1377-1399                                                   | Filho do Príncipe Negro, neto de Eduardo III |
|                 | Rei Henrique IV                              | 1367-1413 Reinou 1399-1413                                                   | Filho de John de Gaunt, neto de Eduardo III |
|                 | Rei Henrique V                               | 1387-1422 Reinou 1413-1422                                                   | Filho de Henrique IV |
|                 | Catarina de Valois                           | 1401-1437                                                                    | Rainha consorte da Inglaterra, filha de Carlos VI da França, mãe de Henrique VI da Inglaterra e por seu segundo casamento avó de Henrique VII da Inglaterra |
|                 | João de Lencastre, Duque de Bedford          | 1389-1435 Regente 1422-1435                                                  | Filho de Henrique IV |
|                 | Sir John Fastolf                             | 1380-1459                                                                    | Comandante |
|                 | John Talbot, Conde de Shrewsbury             | 1387-1453                                                                    | Comandante |
|                 | Rei Henrique VI                              | 1421-1471 Reinou 1422-1461 (também 1422-1453 como rei Henrique II da França) | Filho de Henrique V, neto de Carlos VI da França |
|                 | Ricardo Plantageneta, Duque de Iorque        | 1411-1460                                                                    | Comandante |

### Borgonha
| Brasão de armas | Figura histórica                     | Vida                      | Notas                      |
| --------------- | ------------------------------------ | ------------------------- | -------------------------- |
|                 | Filipe, o Ousado, Duque da Borgonha  | 1342-1404 Duque 1363-1404 | Filho de João II da França |
|                 | João, o Destemido, Duque da Borgonha | 1371-1419 Duque 1404-1419 | Filho de Filipe, o Ousado  |
|                 | Filipe, o Bom, Duque da Borgonha     | 1396-1467 Duque 1419-1467 | Filho de João, o Destemido |